# Lista de asteroides (448001-449000)
Esta é uma lista parcial de asteroides, do asteroide número 448001 até o 449000, inclusive. Veja também o índice com todas as listas disponíveis.

| Objeto Próximos à Terra | Cinturão de asteroides (interno) | Cinturão de asteroides (externo) | Centauro       |
| Cruzador de Marte       | Cinturão de asteroides (meio)    | Troianos de Júpiter              | Transnetuniano |

Veja mais dados de cada asteroide na ligação externa para o Minor Planet Center na última coluna.
Índice: 448001... 448101... 448201... 448301... 448401... 448501... 448601... 448701... 448801... 448901... 

## 448001–448100
| Designação       | Designação | Descoberta  | Descoberta      | Descobridor(es)        | Categoria | Mais informações / Referência |
| Permanente       | Provisória | Data        | Local           | Descobridor(es)        | Categoria | Mais informações / Referência |
| ---------------- | ---------- | ----------- | --------------- | ---------------------- | --------- | ----------------------------- |
| 448001           | 2008 CS207 | 8 fev 2008  | Kitt Peak       | Spacewatch             | —         | MPC                           |
| 448002           | 2008 CV213 | 10 fev 2008 | Mount Lemmon    | Mount Lemmon Survey    | —         | MPC                           |
| 448003           | 2008 DE    | 12 fev 2008 | Catalina        | CSS                    | —         | MPC                           |
| 448004           | 2008 DR2   | 24 fev 2008 | Kitt Peak       | Spacewatch             | —         | MPC                           |
| 448005           | 2008 DH3   | 24 fev 2008 | Mount Lemmon    | Mount Lemmon Survey    | —         | MPC                           |
| 448006           | 2008 DS17  | 26 fev 2008 | Mount Lemmon    | Mount Lemmon Survey    | Eos       | MPC                           |
| 448007           | 2008 DK18  | 31 jan 2008 | Mount Lemmon    | Mount Lemmon Survey    | —         | MPC                           |
| 448008           | 2008 DW21  | 28 fev 2008 | Catalina        | CSS                    | —         | MPC                           |
| 448009           | 2008 DC32  | 2 fev 2008  | Kitt Peak       | Spacewatch             | —         | MPC                           |
| 448010           | 2008 DP33  | 3 fev 2008  | Catalina        | CSS                    | —         | MPC                           |
| 448011           | 2008 DL38  | 13 fev 2008 | Mount Lemmon    | Mount Lemmon Survey    | —         | MPC                           |
| 448012           | 2008 DY43  | 28 fev 2008 | Mount Lemmon    | Mount Lemmon Survey    | Brangane  | MPC                           |
| 448013           | 2008 DT45  | 28 fev 2008 | Kitt Peak       | Spacewatch             | —         | MPC                           |
| 448014           | 2008 DQ53  | 20 jan 2008 | Mount Lemmon    | Mount Lemmon Survey    | —         | MPC                           |
| 448015           | 2008 DF61  | 30 jan 2008 | Kitt Peak       | Spacewatch             | —         | MPC                           |
| 448016           | 2008 DG69  | 29 fev 2008 | Purple Mountain | PMO NEO                | —         | MPC                           |
| 448017           | 2008 DB73  | 26 fev 2008 | Mount Lemmon    | Mount Lemmon Survey    | —         | MPC                           |
| 448018           | 2008 DY80  | 26 fev 2008 | Kitt Peak       | Spacewatch             | —         | MPC                           |
| 448019           | 2008 DT86  | 28 fev 2008 | Mount Lemmon    | Mount Lemmon Survey    | —         | MPC                           |
| 448020           | 2008 DO89  | 29 fev 2008 | Mount Lemmon    | Mount Lemmon Survey    | —         | MPC                           |
| 448021           | 2008 EF11  | 1 mar 2008  | Kitt Peak       | Spacewatch             | —         | MPC                           |
| 448022           | 2008 ET14  | 1 mar 2008  | Kitt Peak       | Spacewatch             | —         | MPC                           |
| 448023           | 2008 EV25  | 8 fev 2008  | Mount Lemmon    | Mount Lemmon Survey    | —         | MPC                           |
| 448024           | 2008 EF26  | 3 fev 2008  | Catalina        | CSS                    | —         | MPC                           |
| 448025           | 2008 EV38  | 4 mar 2008  | Kitt Peak       | Spacewatch             | —         | MPC                           |
| 448026           | 2008 EK39  | 4 mar 2008  | Kitt Peak       | Spacewatch             | —         | MPC                           |
| 448027           | 2008 ED42  | 4 mar 2008  | Mount Lemmon    | Mount Lemmon Survey    | —         | MPC                           |
| 448028           | 2008 EC47  | 5 mar 2008  | Mount Lemmon    | Mount Lemmon Survey    | —         | MPC                           |
| 448029           | 2008 EX50  | 6 mar 2008  | Kitt Peak       | Spacewatch             | —         | MPC                           |
| 448030           | 2008 EJ55  | 6 mar 2008  | Mount Lemmon    | Mount Lemmon Survey    | Eos       | MPC                           |
| 448031           | 2008 EQ55  | 7 mar 2008  | Mount Lemmon    | Mount Lemmon Survey    | —         | MPC                           |
| 448032           | 2008 EO59  | 8 mar 2008  | Mount Lemmon    | Mount Lemmon Survey    | —         | MPC                           |
| 448033           | 2008 EP69  | 1 fev 2008  | Mount Lemmon    | Mount Lemmon Survey    | —         | MPC                           |
| 448034           | 2008 EB89  | 8 mar 2008  | Socorro         | LINEAR                 | —         | MPC                           |
| 448035           | 2008 ER100 | 17 dez 2007 | Mount Lemmon    | Mount Lemmon Survey    | —         | MPC                           |
| 448036           | 2008 EV113 | 8 mar 2008  | Mount Lemmon    | Mount Lemmon Survey    | —         | MPC                           |
| 448037           | 2008 EX115 | 8 mar 2008  | Mount Lemmon    | Mount Lemmon Survey    | Ino       | MPC                           |
| 448038           | 2008 EV116 | 29 fev 2008 | Kitt Peak       | Spacewatch             | —         | MPC                           |
| 448039           | 2008 ER143 | 3 mar 2008  | XuYi            | PMO NEO                | —         | MPC                           |
| 448040           | 2008 ER153 | 13 mar 2008 | Kitt Peak       | Spacewatch             | —         | MPC                           |
| 448041           | 2008 EX156 | 11 mar 2008 | Kitt Peak       | Spacewatch             | —         | MPC                           |
| 448042           | 2008 EA159 | 13 mar 2008 | Catalina        | CSS                    | —         | MPC                           |
| 448043           | 2008 EQ162 | 13 mar 2008 | Kitt Peak       | Spacewatch             | —         | MPC                           |
| 448044           | 2008 EA168 | 10 mar 2008 | Kitt Peak       | Spacewatch             | —         | MPC                           |
| 448045           | 2008 FH6   | 18 jan 2008 | Mount Lemmon    | Mount Lemmon Survey    | —         | MPC                           |
| 448046           | 2008 FU19  | 27 mar 2008 | Mount Lemmon    | Mount Lemmon Survey    | —         | MPC                           |
| 448047           | 2008 FY41  | 20 nov 2006 | Kitt Peak       | Spacewatch             | —         | MPC                           |
| 448048           | 2008 FK45  | 28 mar 2008 | Mount Lemmon    | Mount Lemmon Survey    | —         | MPC                           |
| 448049           | 2008 FE47  | 28 mar 2008 | Kitt Peak       | Spacewatch             | Ino       | MPC                           |
| 448050           | 2008 FR61  | 30 mar 2008 | Kitt Peak       | Spacewatch             | —         | MPC                           |
| 448051 Pepisensi | 2008 FW61  | 31 mar 2008 | La Murta        | S. Pastor, J. A. Reyes | —         | MPC                           |
| 448052           | 2008 FS65  | 28 mar 2008 | Mount Lemmon    | Mount Lemmon Survey    | —         | MPC                           |
| 448053           | 2008 FL66  | 28 mar 2008 | Kitt Peak       | Spacewatch             | —         | MPC                           |
| 448054           | 2008 FZ83  | 10 mar 2008 | Kitt Peak       | Spacewatch             | —         | MPC                           |
| 448055           | 2008 FG88  | 28 mar 2008 | Mount Lemmon    | Mount Lemmon Survey    | Brangane  | MPC                           |
| 448056           | 2008 FV94  | 29 mar 2008 | Kitt Peak       | Spacewatch             | —         | MPC                           |
| 448057           | 2008 FW100 | 30 mar 2008 | Kitt Peak       | Spacewatch             | —         | MPC                           |
| 448058           | 2008 FC117 | 31 mar 2008 | Kitt Peak       | Spacewatch             | Eos       | MPC                           |
| 448059           | 2008 FS131 | 27 mar 2008 | Mount Lemmon    | Mount Lemmon Survey    | —         | MPC                           |
| 448060           | 2008 FK134 | 29 mar 2008 | Kitt Peak       | Spacewatch             | —         | MPC                           |
| 448061           | 2008 FX137 | 31 mar 2008 | Mount Lemmon    | Mount Lemmon Survey    | —         | MPC                           |
| 448062           | 2008 GT24  | 1 abr 2008  | Mount Lemmon    | Mount Lemmon Survey    | —         | MPC                           |
| 448063           | 2008 GG39  | 3 abr 2008  | Kitt Peak       | Spacewatch             | —         | MPC                           |
| 448064           | 2008 GY39  | 4 abr 2008  | Mount Lemmon    | Mount Lemmon Survey    | —         | MPC                           |
| 448065           | 2008 GB50  | 28 mar 2008 | Kitt Peak       | Spacewatch             | —         | MPC                           |
| 448066           | 2008 GY51  | 5 abr 2008  | Mount Lemmon    | Mount Lemmon Survey    | —         | MPC                           |
| 448067           | 2008 GV55  | 5 abr 2008  | Mount Lemmon    | Mount Lemmon Survey    | —         | MPC                           |
| 448068           | 2008 GU70  | 1 mar 2008  | Kitt Peak       | Spacewatch             | Eos       | MPC                           |
| 448069           | 2008 GT73  | 7 abr 2008  | Mount Lemmon    | Mount Lemmon Survey    | Brangane  | MPC                           |
| 448070           | 2008 GV80  | 7 abr 2008  | Mount Lemmon    | Mount Lemmon Survey    | —         | MPC                           |
| 448071           | 2008 GC84  | 8 abr 2008  | Mount Lemmon    | Mount Lemmon Survey    | —         | MPC                           |
| 448072           | 2008 GW87  | 5 mar 2008  | Mount Lemmon    | Mount Lemmon Survey    | —         | MPC                           |
| 448073           | 2008 GA91  | 6 abr 2008  | Mount Lemmon    | Mount Lemmon Survey    | —         | MPC                           |
| 448074           | 2008 GQ93  | 25 mar 2008 | Kitt Peak       | Spacewatch             | —         | MPC                           |
| 448075           | 2008 GC121 | 29 set 2005 | Kitt Peak       | Spacewatch             | —         | MPC                           |
| 448076           | 2008 GW132 | 14 abr 2008 | Mount Lemmon    | Mount Lemmon Survey    | —         | MPC                           |
| 448077           | 2008 GF138 | 15 abr 2008 | Kitt Peak       | Spacewatch             | —         | MPC                           |
| 448078           | 2008 GL139 | 4 abr 2008  | Kitt Peak       | Spacewatch             | Brangane  | MPC                           |
| 448079           | 2008 GV139 | 6 abr 2008  | Kitt Peak       | Spacewatch             | —         | MPC                           |
| 448080           | 2008 GY139 | 6 abr 2008  | Kitt Peak       | Spacewatch             | Brangane  | MPC                           |
| 448081           | 2008 HA16  | 3 abr 2008  | Kitt Peak       | Spacewatch             | —         | MPC                           |
| 448082           | 2008 HZ20  | 15 mar 2008 | Mount Lemmon    | Mount Lemmon Survey    | —         | MPC                           |
| 448083           | 2008 HD29  | 13 mar 2008 | Kitt Peak       | Spacewatch             | —         | MPC                           |
| 448084           | 2008 HN29  | 28 abr 2008 | Mount Lemmon    | Mount Lemmon Survey    | —         | MPC                           |
| 448085           | 2008 HF36  | 29 mar 2008 | Kitt Peak       | Spacewatch             | —         | MPC                           |
| 448086           | 2008 HW50  | 29 abr 2008 | Kitt Peak       | Spacewatch             | —         | MPC                           |
| 448087           | 2008 HO52  | 29 abr 2008 | Kitt Peak       | Spacewatch             | Brangane  | MPC                           |
| 448088           | 2008 JT15  | 4 mai 2005  | Mount Lemmon    | Mount Lemmon Survey    | —         | MPC                           |
| 448089           | 2008 JQ22  | 10 abr 2008 | Kitt Peak       | Spacewatch             | —         | MPC                           |
| 448090           | 2008 JK23  | 15 abr 2008 | Kitt Peak       | Spacewatch             | —         | MPC                           |
| 448091           | 2008 JD24  | 8 mai 2008  | Kitt Peak       | Spacewatch             | Brangane  | MPC                           |
| 448092           | 2008 JP33  | 16 abr 2008 | Mount Lemmon    | Mount Lemmon Survey    | —         | MPC                           |
| 448093           | 2008 JB37  | 12 mai 2008 | Siding Spring   | SSS                    | —         | MPC                           |
| 448094           | 2008 JK38  | 14 mai 2008 | Kitt Peak       | Spacewatch             | —         | MPC                           |
| 448095           | 2008 KL4   | 30 abr 2008 | Mount Lemmon    | Mount Lemmon Survey    | —         | MPC                           |
| 448096           | 2008 KB5   | 30 abr 2008 | Mount Lemmon    | Mount Lemmon Survey    | —         | MPC                           |
| 448097           | 2008 KQ8   | 3 abr 2008  | Mount Lemmon    | Mount Lemmon Survey    | —         | MPC                           |
| 448098           | 2008 KR12  | 15 abr 2008 | Kitt Peak       | Spacewatch             | —         | MPC                           |
| 448099           | 2008 KF13  | 1 abr 2008  | Kitt Peak       | Spacewatch             | —         | MPC                           |
| 448100           | 2008 KM16  | 5 mai 2008  | Kitt Peak       | Spacewatch             | —         | MPC                           |

## 448101–448200
| Designação | Designação | Descoberta  | Descoberta    | Descobridor(es)     | Categoria | Mais informações / Referência |
| Permanente | Provisória | Data        | Local         | Descobridor(es)     | Categoria | Mais informações / Referência |
| ---------- | ---------- | ----------- | ------------- | ------------------- | --------- | ----------------------------- |
| 448101     | 2008 KA18  | 2 mai 2008  | Kitt Peak     | Spacewatch          | —         | MPC                           |
| 448102     | 2008 KJ18  | 28 mai 2008 | Kitt Peak     | Spacewatch          | —         | MPC                           |
| 448103     | 2008 KQ33  | 7 mai 2008  | Kitt Peak     | Spacewatch          | —         | MPC                           |
| 448104     | 2008 KU37  | 30 mai 2008 | Kitt Peak     | Spacewatch          | —         | MPC                           |
| 448105     | 2008 KC39  | 8 out 2004  | Kitt Peak     | Spacewatch          | —         | MPC                           |
| 448106     | 2008 KV39  | 31 mai 2008 | Kitt Peak     | Spacewatch          | —         | MPC                           |
| 448107     | 2008 LH13  | 7 jun 2008  | Kitt Peak     | Spacewatch          | —         | MPC                           |
| 448108     | 2008 MY4   | 26 jun 2008 | Cerro Burek   | Alianza S4 Obs.     | —         | MPC                           |
| 448109     | 2008 NZ1   | 7 jul 2008  | La Sagra      | Mallorca Obs.       | —         | MPC                           |
| 448110     | 2008 NF5   | 1 jul 2008  | Catalina      | CSS                 | —         | MPC                           |
| 448111     | 2008 NL5   | 1 jul 2008  | Catalina      | CSS                 | —         | MPC                           |
| 448112     | 2008 OA25  | 30 jul 2008 | Kitt Peak     | Spacewatch          | —         | MPC                           |
| 448113     | 2008 PR7   | 5 ago 2008  | La Sagra      | Mallorca Obs.       | —         | MPC                           |
| 448114     | 2008 PD15  | 10 ago 2008 | La Sagra      | Mallorca Obs.       | —         | MPC                           |
| 448115     | 2008 QU    | 28 jun 2008 | Siding Spring | SSS                 | —         | MPC                           |
| 448116     | 2008 QG12  | 25 ago 2008 | La Sagra      | Mallorca Obs.       | —         | MPC                           |
| 448117     | 2008 RU1   | 23 ago 2008 | Kitt Peak     | Spacewatch          | —         | MPC                           |
| 448118     | 2008 RU5   | 2 set 2008  | Kitt Peak     | Spacewatch          | —         | MPC                           |
| 448119     | 2008 RU73  | 21 ago 2008 | Kitt Peak     | Spacewatch          | —         | MPC                           |
| 448120     | 2008 RF80  | 2 set 2008  | Siding Spring | SSS                 | —         | MPC                           |
| 448121     | 2008 RE103 | 5 set 2008  | Kitt Peak     | Spacewatch          | —         | MPC                           |
| 448122     | 2008 RE115 | 6 set 2008  | Mount Lemmon  | Mount Lemmon Survey | —         | MPC                           |
| 448123     | 2008 RN127 | 6 set 2008  | Kitt Peak     | Spacewatch          | —         | MPC                           |
| 448124     | 2008 RG128 | 7 set 2008  | Mount Lemmon  | Mount Lemmon Survey | —         | MPC                           |
| 448125     | 2008 RM139 | 7 set 2008  | Mount Lemmon  | Mount Lemmon Survey | —         | MPC                           |
| 448126     | 2008 SJ10  | 22 set 2008 | Socorro       | LINEAR              | —         | MPC                           |
| 448127     | 2008 SF15  | 29 jul 2008 | Kitt Peak     | Spacewatch          | —         | MPC                           |
| 448128     | 2008 SR16  | 29 jul 2008 | Kitt Peak     | Spacewatch          | —         | MPC                           |
| 448129     | 2008 SA18  | 19 set 2008 | Kitt Peak     | Spacewatch          | —         | MPC                           |
| 448130     | 2008 SO22  | 19 set 2008 | Kitt Peak     | Spacewatch          | —         | MPC                           |
| 448131     | 2008 SS22  | 19 set 2008 | Kitt Peak     | Spacewatch          | —         | MPC                           |
| 448132     | 2008 SX40  | 6 set 2008  | Catalina      | CSS                 | —         | MPC                           |
| 448133     | 2008 SG59  | 20 set 2008 | Kitt Peak     | Spacewatch          | —         | MPC                           |
| 448134     | 2008 SJ75  | 24 ago 2008 | Kitt Peak     | Spacewatch          | —         | MPC                           |
| 448135     | 2008 SF82  | 4 set 2008  | Kitt Peak     | Spacewatch          | Flora     | MPC                           |
| 448136     | 2008 SW101 | 7 set 2008  | Mount Lemmon  | Mount Lemmon Survey | —         | MPC                           |
| 448137     | 2008 SV115 | 22 set 2008 | Kitt Peak     | Spacewatch          | —         | MPC                           |
| 448138     | 2008 SN117 | 22 set 2008 | Mount Lemmon  | Mount Lemmon Survey | —         | MPC                           |
| 448139     | 2008 SB125 | 22 set 2008 | Mount Lemmon  | Mount Lemmon Survey | —         | MPC                           |
| 448140     | 2008 SM128 | 22 set 2008 | Kitt Peak     | Spacewatch          | —         | MPC                           |
| 448141     | 2008 SH135 | 29 jul 2008 | Kitt Peak     | Spacewatch          | —         | MPC                           |
| 448142     | 2008 SG137 | 23 set 2008 | Catalina      | CSS                 | —         | MPC                           |
| 448143     | 2008 SJ153 | 22 set 2008 | Socorro       | LINEAR              | —         | MPC                           |
| 448144     | 2008 SS158 | 24 set 2008 | Socorro       | LINEAR              | —         | MPC                           |
| 448145     | 2008 SE159 | 24 set 2008 | Socorro       | LINEAR              | —         | MPC                           |
| 448146     | 2008 SS161 | 28 set 2008 | Socorro       | LINEAR              | —         | MPC                           |
| 448147     | 2008 SY177 | 23 set 2008 | Mount Lemmon  | Mount Lemmon Survey | —         | MPC                           |
| 448148     | 2008 SD184 | 24 set 2008 | Kitt Peak     | Spacewatch          | —         | MPC                           |
| 448149     | 2008 SM189 | 21 set 2008 | Kitt Peak     | Spacewatch          | —         | MPC                           |
| 448150     | 2008 SZ197 | 25 set 2008 | Kitt Peak     | Spacewatch          | —         | MPC                           |
| 448151     | 2008 ST203 | 26 set 2008 | Kitt Peak     | Spacewatch          | —         | MPC                           |
| 448152     | 2008 SN205 | 26 set 2008 | Kitt Peak     | Spacewatch          | —         | MPC                           |
| 448153     | 2008 SC214 | 3 set 2008  | Kitt Peak     | Spacewatch          | —         | MPC                           |
| 448154     | 2008 SQ222 | 25 set 2008 | Mount Lemmon  | Mount Lemmon Survey | —         | MPC                           |
| 448155     | 2008 SA241 | 29 set 2008 | Catalina      | CSS                 | —         | MPC                           |
| 448156     | 2008 SB241 | 4 set 2008  | Kitt Peak     | Spacewatch          | Mitidika  | MPC                           |
| 448157     | 2008 SM243 | 11 set 2004 | Kitt Peak     | Spacewatch          | —         | MPC                           |
| 448158     | 2008 SB254 | 22 set 2008 | Kitt Peak     | Spacewatch          | —         | MPC                           |
| 448159     | 2008 SV300 | 23 set 2008 | Mount Lemmon  | Mount Lemmon Survey | —         | MPC                           |
| 448160     | 2008 TX14  | 1 out 2008  | Mount Lemmon  | Mount Lemmon Survey | —         | MPC                           |
| 448161     | 2008 TG24  | 2 out 2008  | Catalina      | CSS                 | —         | MPC                           |
| 448162     | 2008 TT30  | 1 out 2008  | Kitt Peak     | Spacewatch          | —         | MPC                           |
| 448163     | 2008 TN36  | 1 out 2008  | Mount Lemmon  | Mount Lemmon Survey | —         | MPC                           |
| 448164     | 2008 TO45  | 1 out 2008  | Mount Lemmon  | Mount Lemmon Survey | —         | MPC                           |
| 448165     | 2008 TP46  | 1 out 2008  | Kitt Peak     | Spacewatch          | —         | MPC                           |
| 448166     | 2008 TY52  | 20 set 2008 | Kitt Peak     | Spacewatch          | —         | MPC                           |
| 448167     | 2008 TU53  | 2 out 2008  | Kitt Peak     | Spacewatch          | —         | MPC                           |
| 448168     | 2008 TN57  | 6 set 2008  | Mount Lemmon  | Mount Lemmon Survey | —         | MPC                           |
| 448169     | 2008 TH64  | 2 out 2008  | Kitt Peak     | Spacewatch          | —         | MPC                           |
| 448170     | 2008 TX67  | 2 out 2008  | Kitt Peak     | Spacewatch          | —         | MPC                           |
| 448171     | 2008 TC71  | 7 abr 2006  | Mount Lemmon  | Mount Lemmon Survey | —         | MPC                           |
| 448172     | 2008 TS108 | 6 out 2008  | Mount Lemmon  | Mount Lemmon Survey | —         | MPC                           |
| 448173     | 2008 TM129 | 22 set 2008 | Kitt Peak     | Spacewatch          | —         | MPC                           |
| 448174     | 2008 TJ147 | 9 out 2008  | Mount Lemmon  | Mount Lemmon Survey | —         | MPC                           |
| 448175     | 2008 TC148 | 9 out 2008  | Mount Lemmon  | Mount Lemmon Survey | —         | MPC                           |
| 448176     | 2008 TS158 | 10 out 2008 | Kitt Peak     | Spacewatch          | —         | MPC                           |
| 448177     | 2008 TB163 | 1 out 2008  | Catalina      | CSS                 | —         | MPC                           |
| 448178     | 2008 TG167 | 8 out 2008  | Mount Lemmon  | Mount Lemmon Survey | —         | MPC                           |
| 448179     | 2008 TW168 | 3 out 2008  | Mount Lemmon  | Mount Lemmon Survey | —         | MPC                           |
| 448180     | 2008 TB171 | 9 out 2008  | Mount Lemmon  | Mount Lemmon Survey | —         | MPC                           |
| 448181     | 2008 TO186 | 15 out 2001 | Kitt Peak     | Spacewatch          | —         | MPC                           |
| 448182     | 2008 UO4   | 25 out 2008 | Catalina      | CSS                 | —         | MPC                           |
| 448183     | 2008 UT7   | 17 out 2008 | Kitt Peak     | Spacewatch          | —         | MPC                           |
| 448184     | 2008 UA15  | 18 out 2008 | Kitt Peak     | Spacewatch          | —         | MPC                           |
| 448185     | 2008 UK17  | 18 out 2008 | Kitt Peak     | Spacewatch          | Flora     | MPC                           |
| 448186     | 2008 UA39  | 20 out 2008 | Kitt Peak     | Spacewatch          | —         | MPC                           |
| 448187     | 2008 UH39  | 20 out 2008 | Kitt Peak     | Spacewatch          | —         | MPC                           |
| 448188     | 2008 UT40  | 20 out 2008 | Kitt Peak     | Spacewatch          | —         | MPC                           |
| 448189     | 2008 US41  | 20 out 2008 | Kitt Peak     | Spacewatch          | —         | MPC                           |
| 448190     | 2008 UW46  | 20 out 2008 | Kitt Peak     | Spacewatch          | —         | MPC                           |
| 448191     | 2008 UV47  | 20 out 2008 | Kitt Peak     | Spacewatch          | —         | MPC                           |
| 448192     | 2008 UQ80  | 22 out 2008 | Kitt Peak     | Spacewatch          | —         | MPC                           |
| 448193     | 2008 UP85  | 21 set 2008 | Kitt Peak     | Spacewatch          | —         | MPC                           |
| 448194     | 2008 UN88  | 2 dez 2005  | Kitt Peak     | Spacewatch          | —         | MPC                           |
| 448195     | 2008 UT101 | 23 set 2008 | Kitt Peak     | Spacewatch          | —         | MPC                           |
| 448196     | 2008 US115 | 22 out 2008 | Kitt Peak     | Spacewatch          | Flora     | MPC                           |
| 448197     | 2008 US130 | 6 set 2008  | Mount Lemmon  | Mount Lemmon Survey | —         | MPC                           |
| 448198     | 2008 UY131 | 23 set 2008 | Mount Lemmon  | Mount Lemmon Survey | —         | MPC                           |
| 448199     | 2008 UC135 | 23 out 2008 | Kitt Peak     | Spacewatch          | —         | MPC                           |
| 448200     | 2008 UP135 | 23 out 2008 | Kitt Peak     | Spacewatch          | —         | MPC                           |

## 448201–448300
| Designação | Designação | Descoberta  | Descoberta      | Descobridor(es)     | Categoria | Mais informações / Referência |
| Permanente | Provisória | Data        | Local           | Descobridor(es)     | Categoria | Mais informações / Referência |
| ---------- | ---------- | ----------- | --------------- | ------------------- | --------- | ----------------------------- |
| 448201     | 2008 UD143 | 23 out 2008 | Kitt Peak       | Spacewatch          | —         | MPC                           |
| 448202     | 2008 UF151 | 23 out 2008 | Kitt Peak       | Spacewatch          | —         | MPC                           |
| 448203     | 2008 UH167 | 24 out 2008 | Kitt Peak       | Spacewatch          | Pallas    | MPC                           |
| 448204     | 2008 UV174 | 22 set 2008 | Mount Lemmon    | Mount Lemmon Survey | Mitidika  | MPC                           |
| 448205     | 2008 US188 | 25 out 2008 | Kitt Peak       | Spacewatch          | —         | MPC                           |
| 448206     | 2008 UA193 | 25 out 2008 | Mount Lemmon    | Mount Lemmon Survey | —         | MPC                           |
| 448207     | 2008 UM206 | 22 out 2008 | Kitt Peak       | Spacewatch          | —         | MPC                           |
| 448208     | 2008 UG212 | 22 set 2008 | Kitt Peak       | Spacewatch          | —         | MPC                           |
| 448209     | 2008 UF227 | 7 set 2008  | Mount Lemmon    | Mount Lemmon Survey | —         | MPC                           |
| 448210     | 2008 UP233 | 26 out 2008 | Kitt Peak       | Spacewatch          | —         | MPC                           |
| 448211     | 2008 UH247 | 26 out 2008 | Kitt Peak       | Spacewatch          | —         | MPC                           |
| 448212     | 2008 UK248 | 26 out 2008 | Kitt Peak       | Spacewatch          | Mitidika  | MPC                           |
| 448213     | 2008 UO258 | 23 out 2008 | Kitt Peak       | Spacewatch          | —         | MPC                           |
| 448214     | 2008 UK262 | 27 out 2008 | Kitt Peak       | Spacewatch          | —         | MPC                           |
| 448215     | 2008 UF274 | 4 fev 2006  | Kitt Peak       | Spacewatch          | —         | MPC                           |
| 448216     | 2008 UO276 | 28 out 2008 | Mount Lemmon    | Mount Lemmon Survey | —         | MPC                           |
| 448217     | 2008 UY276 | 28 out 2008 | Mount Lemmon    | Mount Lemmon Survey | —         | MPC                           |
| 448218     | 2008 UA283 | 28 out 2008 | Mount Lemmon    | Mount Lemmon Survey | —         | MPC                           |
| 448219     | 2008 UW294 | 29 out 2008 | Kitt Peak       | Spacewatch          | —         | MPC                           |
| 448220     | 2008 UJ327 | 28 set 2008 | Catalina        | CSS                 | —         | MPC                           |
| 448221     | 2008 UH329 | 31 out 2008 | Kitt Peak       | Spacewatch          | —         | MPC                           |
| 448222     | 2008 UO354 | 27 out 2008 | Mount Lemmon    | Mount Lemmon Survey | —         | MPC                           |
| 448223     | 2008 UK355 | 23 out 2008 | Mount Lemmon    | Mount Lemmon Survey | —         | MPC                           |
| 448224     | 2008 UK357 | 24 out 2008 | Kitt Peak       | Spacewatch          | —         | MPC                           |
| 448225     | 2008 VP3   | 3 nov 2008  | Bisei SG Center | BATTeRS             | —         | MPC                           |
| 448226     | 2008 VV6   | 1 nov 2008  | Mount Lemmon    | Mount Lemmon Survey | —         | MPC                           |
| 448227     | 2008 VL20  | 1 nov 2008  | Mount Lemmon    | Mount Lemmon Survey | —         | MPC                           |
| 448228     | 2008 VM24  | 1 nov 2008  | Kitt Peak       | Spacewatch          | —         | MPC                           |
| 448229     | 2008 VJ46  | 3 nov 2008  | Kitt Peak       | Spacewatch          | Mitidika  | MPC                           |
| 448230     | 2008 VY68  | 6 nov 2008  | Mount Lemmon    | Mount Lemmon Survey | —         | MPC                           |
| 448231     | 2008 VY71  | 1 nov 2008  | Mount Lemmon    | Mount Lemmon Survey | —         | MPC                           |
| 448232     | 2008 VC73  | 1 nov 2008  | Mount Lemmon    | Mount Lemmon Survey | —         | MPC                           |
| 448233     | 2008 WN8   | 17 nov 2008 | Kitt Peak       | Spacewatch          | —         | MPC                           |
| 448234     | 2008 WY22  | 18 nov 2008 | Catalina        | CSS                 | —         | MPC                           |
| 448235     | 2008 WT23  | 18 nov 2008 | Catalina        | CSS                 | —         | MPC                           |
| 448236     | 2008 WS28  | 22 set 2008 | Mount Lemmon    | Mount Lemmon Survey | —         | MPC                           |
| 448237     | 2008 WF30  | 19 nov 2008 | Mount Lemmon    | Mount Lemmon Survey | —         | MPC                           |
| 448238     | 2008 WK31  | 19 nov 2008 | Mount Lemmon    | Mount Lemmon Survey | —         | MPC                           |
| 448239     | 2008 WK40  | 27 set 2008 | Mount Lemmon    | Mount Lemmon Survey | —         | MPC                           |
| 448240     | 2008 WK42  | 9 set 2008  | Mount Lemmon    | Mount Lemmon Survey | —         | MPC                           |
| 448241     | 2008 WL43  | 21 out 2008 | Mount Lemmon    | Mount Lemmon Survey | —         | MPC                           |
| 448242     | 2008 WX48  | 18 nov 2008 | Catalina        | CSS                 | —         | MPC                           |
| 448243     | 2008 WR51  | 19 nov 2008 | Kitt Peak       | Spacewatch          | —         | MPC                           |
| 448244     | 2008 WK65  | 1 out 2008  | Mount Lemmon    | Mount Lemmon Survey | —         | MPC                           |
| 448245     | 2008 WS68  | 7 nov 2008  | Mount Lemmon    | Mount Lemmon Survey | —         | MPC                           |
| 448246     | 2008 WH91  | 18 abr 2007 | Mount Lemmon    | Mount Lemmon Survey | —         | MPC                           |
| 448247     | 2008 WJ92  | 24 set 2008 | Mount Lemmon    | Mount Lemmon Survey | Mitidika  | MPC                           |
| 448248     | 2008 WY104 | 24 out 2008 | Kitt Peak       | Spacewatch          | —         | MPC                           |
| 448249     | 2008 WQ111 | 30 nov 2008 | Kitt Peak       | Spacewatch          | —         | MPC                           |
| 448250     | 2008 WC115 | 30 nov 2008 | Mount Lemmon    | Mount Lemmon Survey | —         | MPC                           |
| 448251     | 2008 WU117 | 30 nov 2008 | Mount Lemmon    | Mount Lemmon Survey | —         | MPC                           |
| 448252     | 2008 WA140 | 24 nov 2008 | Mount Lemmon    | Mount Lemmon Survey | Mitidika  | MPC                           |
| 448253     | 2008 WG141 | 6 nov 2008  | Kitt Peak       | Spacewatch          | —         | MPC                           |
| 448254     | 2008 XF6   | 4 dez 2008  | Socorro         | LINEAR              | —         | MPC                           |
| 448255     | 2008 XJ17  | 1 dez 2008  | Kitt Peak       | Spacewatch          | —         | MPC                           |
| 448256     | 2008 XK50  | 4 dez 2008  | Mount Lemmon    | Mount Lemmon Survey | —         | MPC                           |
| 448257     | 2008 XG52  | 4 dez 2008  | Kitt Peak       | Spacewatch          | —         | MPC                           |
| 448258     | 2008 YV    | 7 dez 2008  | Mount Lemmon    | Mount Lemmon Survey | —         | MPC                           |
| 448259     | 2008 YZ6   | 23 dez 2008 | Dauban          | F. Kugel            | —         | MPC                           |
| 448260     | 2008 YE14  | 4 dez 2008  | Mount Lemmon    | Mount Lemmon Survey | —         | MPC                           |
| 448261     | 2008 YX16  | 21 dez 2008 | Mount Lemmon    | Mount Lemmon Survey | —         | MPC                           |
| 448262     | 2008 YC19  | 21 dez 2008 | Mount Lemmon    | Mount Lemmon Survey | —         | MPC                           |
| 448263     | 2008 YQ46  | 29 dez 2008 | Mount Lemmon    | Mount Lemmon Survey | —         | MPC                           |
| 448264     | 2008 YD51  | 29 dez 2008 | Mount Lemmon    | Mount Lemmon Survey | —         | MPC                           |
| 448265     | 2008 YW52  | 29 dez 2008 | Mount Lemmon    | Mount Lemmon Survey | —         | MPC                           |
| 448266     | 2008 YK56  | 23 out 2008 | Mount Lemmon    | Mount Lemmon Survey | —         | MPC                           |
| 448267     | 2008 YM58  | 30 dez 2008 | Kitt Peak       | Spacewatch          | —         | MPC                           |
| 448268     | 2008 YF62  | 30 out 2008 | Kitt Peak       | Spacewatch          | —         | MPC                           |
| 448269     | 2008 YA83  | 21 dez 2008 | Kitt Peak       | Spacewatch          | Mitidika  | MPC                           |
| 448270     | 2008 YO99  | 29 dez 2008 | Kitt Peak       | Spacewatch          | —         | MPC                           |
| 448271     | 2008 YS99  | 29 dez 2008 | Kitt Peak       | Spacewatch          | Juno      | MPC                           |
| 448272     | 2008 YG102 | 29 dez 2008 | Kitt Peak       | Spacewatch          | Mitidika  | MPC                           |
| 448273     | 2008 YJ108 | 29 dez 2008 | Kitt Peak       | Spacewatch          | —         | MPC                           |
| 448274     | 2008 YB111 | 2 abr 2006  | Kitt Peak       | Spacewatch          | —         | MPC                           |
| 448275     | 2008 YN123 | 30 dez 2008 | Kitt Peak       | Spacewatch          | —         | MPC                           |
| 448276     | 2008 YP141 | 24 nov 2008 | Mount Lemmon    | Mount Lemmon Survey | Mitidika  | MPC                           |
| 448277     | 2008 YA146 | 30 dez 2008 | Kitt Peak       | Spacewatch          | —         | MPC                           |
| 448278     | 2008 YW152 | 30 dez 2008 | Mount Lemmon    | Mount Lemmon Survey | —         | MPC                           |
| 448279     | 2008 YB153 | 30 dez 2008 | Kitt Peak       | Spacewatch          | —         | MPC                           |
| 448280     | 2008 YB158 | 30 dez 2008 | Mount Lemmon    | Mount Lemmon Survey | —         | MPC                           |
| 448281     | 2008 YH160 | 31 dez 2008 | XuYi            | PMO NEO             | —         | MPC                           |
| 448282     | 2008 YG164 | 24 nov 2008 | Mount Lemmon    | Mount Lemmon Survey | —         | MPC                           |
| 448283     | 2008 YJ170 | 22 dez 2008 | Kitt Peak       | Spacewatch          | —         | MPC                           |
| 448284     | 2009 AH8   | 1 jan 2009  | Kitt Peak       | Spacewatch          | Juno      | MPC                           |
| 448285     | 2009 AA12  | 22 dez 2008 | Kitt Peak       | Spacewatch          | Mitidika  | MPC                           |
| 448286     | 2009 AR20  | 2 jan 2009  | Mount Lemmon    | Mount Lemmon Survey | —         | MPC                           |
| 448287     | 2009 AK23  | 3 jan 2009  | Kitt Peak       | Spacewatch          | Mitidika  | MPC                           |
| 448288     | 2009 AM26  | 24 nov 2008 | Mount Lemmon    | Mount Lemmon Survey | —         | MPC                           |
| 448289     | 2009 BA8   | 8 jan 2009  | Kitt Peak       | Spacewatch          | —         | MPC                           |
| 448290     | 2009 BS11  | 18 jan 2009 | Catalina        | CSS                 | —         | MPC                           |
| 448291     | 2009 BV13  | 27 jan 2009 | Socorro         | LINEAR              | —         | MPC                           |
| 448292     | 2009 BH14  | 24 jan 2009 | Calar Alto      | F. Hormuth          | Erigone   | MPC                           |
| 448293     | 2009 BQ18  | 30 dez 2008 | Kitt Peak       | Spacewatch          | —         | MPC                           |
| 448294     | 2009 BB21  | 16 jan 2009 | Mount Lemmon    | Mount Lemmon Survey | —         | MPC                           |
| 448295     | 2009 BS21  | 17 jan 2009 | Kitt Peak       | Spacewatch          | —         | MPC                           |
| 448296     | 2009 BE30  | 2 jan 2009  | Kitt Peak       | Spacewatch          | —         | MPC                           |
| 448297     | 2009 BL33  | 16 jan 2009 | Kitt Peak       | Spacewatch          | —         | MPC                           |
| 448298     | 2009 BG35  | 16 jan 2009 | Kitt Peak       | Spacewatch          | —         | MPC                           |
| 448299     | 2009 BR42  | 16 jan 2009 | Kitt Peak       | Spacewatch          | —         | MPC                           |
| 448300     | 2009 BN60  | 17 jan 2009 | Mount Lemmon    | Mount Lemmon Survey | Flora     | MPC                           |

## 448301–448400
| Designação | Designação | Descoberta  | Descoberta        | Descobridor(es)     | Categoria | Mais informações / Referência |
| Permanente | Provisória | Data        | Local             | Descobridor(es)     | Categoria | Mais informações / Referência |
| ---------- | ---------- | ----------- | ----------------- | ------------------- | --------- | ----------------------------- |
| 448301     | 2009 BE62  | 18 jan 2009 | Kitt Peak         | Spacewatch          | Phocaea   | MPC                           |
| 448302     | 2009 BN72  | 28 jan 2009 | Dauban            | F. Kugel            | —         | MPC                           |
| 448303     | 2009 BM82  | 1 dez 2008  | Mount Lemmon      | Mount Lemmon Survey | —         | MPC                           |
| 448304     | 2009 BD98  | 26 jan 2009 | Mount Lemmon      | Mount Lemmon Survey | —         | MPC                           |
| 448305     | 2009 BL101 | 20 jan 2009 | Catalina          | CSS                 | —         | MPC                           |
| 448306     | 2009 BH126 | 15 jan 2009 | Kitt Peak         | Spacewatch          | —         | MPC                           |
| 448307     | 2009 BW131 | 23 out 2004 | Kitt Peak         | Spacewatch          | —         | MPC                           |
| 448308     | 2009 BP136 | 29 jan 2009 | Kitt Peak         | Spacewatch          | —         | MPC                           |
| 448309     | 2009 BL141 | 30 jan 2009 | Kitt Peak         | Spacewatch          | —         | MPC                           |
| 448310     | 2009 BQ141 | 30 jan 2009 | Kitt Peak         | Spacewatch          | —         | MPC                           |
| 448311     | 2009 BV163 | 31 jan 2009 | Kitt Peak         | Spacewatch          | —         | MPC                           |
| 448312     | 2009 BA173 | 20 jan 2009 | Kitt Peak         | Spacewatch          | —         | MPC                           |
| 448313     | 2009 BX184 | 20 jan 2009 | Socorro           | LINEAR              | —         | MPC                           |
| 448314     | 2009 BX185 | 28 jan 2009 | Catalina          | CSS                 | Meliboea  | MPC                           |
| 448315     | 2009 CJ1   | 3 fev 2009  | Socorro           | LINEAR              | —         | MPC                           |
| 448316     | 2009 CJ25  | 7 out 1996  | Kitt Peak         | Spacewatch          | Mitidika  | MPC                           |
| 448317     | 2009 CU54  | 19 jan 2009 | Mount Lemmon      | Mount Lemmon Survey | —         | MPC                           |
| 448318     | 2009 CU65  | 4 fev 2009  | Mount Lemmon      | Mount Lemmon Survey | —         | MPC                           |
| 448319     | 2009 DV11  | 24 jan 2009 | XuYi              | PMO NEO             | —         | MPC                           |
| 448320     | 2009 DY51  | 18 jan 2009 | Kitt Peak         | Spacewatch          | —         | MPC                           |
| 448321     | 2009 DW53  | 22 fev 2009 | Kitt Peak         | Spacewatch          | Mitidika  | MPC                           |
| 448322     | 2009 DG56  | 22 fev 2009 | Kitt Peak         | Spacewatch          | —         | MPC                           |
| 448323     | 2009 DK58  | 22 fev 2009 | Kitt Peak         | Spacewatch          | —         | MPC                           |
| 448324     | 2009 DN70  | 3 fev 2009  | Kitt Peak         | Spacewatch          | —         | MPC                           |
| 448325     | 2009 DQ72  | 22 fev 2009 | Mount Lemmon      | Mount Lemmon Survey | —         | MPC                           |
| 448326     | 2009 DU108 | 20 fev 2009 | Kitt Peak         | Spacewatch          | —         | MPC                           |
| 448327     | 2009 DQ110 | 21 fev 2009 | Catalina          | CSS                 | —         | MPC                           |
| 448328     | 2009 DW110 | 29 jan 2009 | Catalina          | CSS                 | —         | MPC                           |
| 448329     | 2009 DJ124 | 19 fev 2009 | Kitt Peak         | Spacewatch          | —         | MPC                           |
| 448330     | 2009 DZ136 | 26 fev 2009 | Catalina          | CSS                 | —         | MPC                           |
| 448331     | 2009 DX141 | 20 fev 2009 | Socorro           | LINEAR              | —         | MPC                           |
| 448332     | 2009 DF142 | 26 fev 2009 | Kitt Peak         | Spacewatch          | —         | MPC                           |
| 448333     | 2009 EC17  | 29 jan 2009 | Mount Lemmon      | Mount Lemmon Survey | —         | MPC                           |
| 448334     | 2009 EG30  | 3 mar 2009  | Catalina          | CSS                 | —         | MPC                           |
| 448335     | 2009 EJ30  | 3 mar 2009  | Kitt Peak         | Spacewatch          | —         | MPC                           |
| 448336     | 2009 FU15  | 17 mar 2009 | Kitt Peak         | Spacewatch          | —         | MPC                           |
| 448337     | 2009 FA24  | 18 mar 2009 | La Sagra          | Mallorca Obs.       | —         | MPC                           |
| 448338     | 2009 FP24  | 20 mar 2009 | La Sagra          | Mallorca Obs.       | —         | MPC                           |
| 448339     | 2009 FQ31  | 28 mar 2009 | Siding Spring     | SSS                 | —         | MPC                           |
| 448340     | 2009 FM38  | 18 mar 2009 | Catalina          | CSS                 | Phocaea   | MPC                           |
| 448341     | 2009 FO46  | 19 mar 2009 | Kitt Peak         | Spacewatch          | —         | MPC                           |
| 448342     | 2009 FS46  | 27 mar 2009 | Catalina          | CSS                 | Phocaea   | MPC                           |
| 448343     | 2009 FJ48  | 24 mar 2009 | Mount Lemmon      | Mount Lemmon Survey | —         | MPC                           |
| 448344     | 2009 FX57  | 17 mar 2009 | Kitt Peak         | Spacewatch          | —         | MPC                           |
| 448345     | 2009 FN58  | 21 mar 2009 | Mount Lemmon      | Mount Lemmon Survey | —         | MPC                           |
| 448346     | 2009 FK59  | 26 mar 2009 | Kitt Peak         | Spacewatch          | —         | MPC                           |
| 448347     | 2009 FZ62  | 26 mar 2009 | Kitt Peak         | Spacewatch          | —         | MPC                           |
| 448348     | 2009 FB64  | 31 mar 2009 | Kitt Peak         | Spacewatch          | —         | MPC                           |
| 448349     | 2009 FU65  | 19 mar 2009 | Mount Lemmon      | Mount Lemmon Survey | —         | MPC                           |
| 448350     | 2009 FA72  | 17 mar 2009 | Kitt Peak         | Spacewatch          | —         | MPC                           |
| 448351     | 2009 GR    | 4 abr 2009  | Cerro Burek       | Alianza S4 Obs.     | —         | MPC                           |
| 448352     | 2009 GY    | 3 abr 2009  | Cerro Burek       | Alianza S4 Obs.     | —         | MPC                           |
| 448353     | 2009 HE1   | 20 fev 2009 | Mount Lemmon      | Mount Lemmon Survey | —         | MPC                           |
| 448354     | 2009 HN9   | 24 mar 2009 | Mount Lemmon      | Mount Lemmon Survey | —         | MPC                           |
| 448355     | 2009 HL12  | 31 mar 2009 | Kitt Peak         | Spacewatch          | —         | MPC                           |
| 448356     | 2009 HS13  | 16 mar 2009 | Kitt Peak         | Spacewatch          | —         | MPC                           |
| 448357     | 2009 HV14  | 28 mar 2009 | Kitt Peak         | Spacewatch          | —         | MPC                           |
| 448358     | 2009 HD18  | 31 mar 2009 | Kitt Peak         | Spacewatch          | —         | MPC                           |
| 448359     | 2009 HZ21  | 23 mar 2009 | XuYi              | PMO NEO             | —         | MPC                           |
| 448360     | 2009 HS27  | 17 mar 2009 | Kitt Peak         | Spacewatch          | —         | MPC                           |
| 448361     | 2009 HA44  | 20 abr 2009 | Kitt Peak         | Spacewatch          | —         | MPC                           |
| 448362     | 2009 HX47  | 18 mar 2009 | Kitt Peak         | Spacewatch          | —         | MPC                           |
| 448363     | 2009 HA48  | 19 abr 2009 | Kitt Peak         | Spacewatch          | Phocaea   | MPC                           |
| 448364     | 2009 HO51  | 21 abr 2009 | Kitt Peak         | Spacewatch          | —         | MPC                           |
| 448365     | 2009 HB52  | 19 fev 2009 | Kitt Peak         | Spacewatch          | —         | MPC                           |
| 448366     | 2009 HF60  | 26 abr 2009 | Catalina          | CSS                 | —         | MPC                           |
| 448367     | 2009 HB65  | 20 abr 2009 | Mount Lemmon      | Mount Lemmon Survey | —         | MPC                           |
| 448368     | 2009 HV71  | 24 abr 2009 | Kitt Peak         | Spacewatch          | —         | MPC                           |
| 448369     | 2009 HH74  | 1 abr 2009  | Catalina          | CSS                 | —         | MPC                           |
| 448370     | 2009 HX97  | 19 abr 2009 | Kitt Peak         | Spacewatch          | —         | MPC                           |
| 448371     | 2009 JK12  | 15 mai 2009 | La Sagra          | Mallorca Obs.       | —         | MPC                           |
| 448372     | 2009 KJ1   | 18 mai 2009 | La Sagra          | Mallorca Obs.       | —         | MPC                           |
| 448373     | 2009 KM4   | 24 mai 2009 | Kitt Peak         | Spacewatch          | —         | MPC                           |
| 448374     | 2009 KL5   | 24 abr 2009 | Kitt Peak         | Spacewatch          | —         | MPC                           |
| 448375     | 2009 KB11  | 25 mai 2009 | Kitt Peak         | Spacewatch          | —         | MPC                           |
| 448376     | 2009 KL14  | 26 mai 2009 | Kitt Peak         | Spacewatch          | Juno      | MPC                           |
| 448377     | 2009 KC16  | 1 mai 2009  | Kitt Peak         | Spacewatch          | —         | MPC                           |
| 448378     | 2009 KL24  | 1 mai 2009  | Mount Lemmon      | Mount Lemmon Survey | —         | MPC                           |
| 448379     | 2009 LV1   | 12 jun 2009 | Kitt Peak         | Spacewatch          | —         | MPC                           |
| 448380     | 2009 LX1   | 12 jun 2009 | Kitt Peak         | Spacewatch          | —         | MPC                           |
| 448381     | 2009 ML10  | 28 mai 2008 | Kitt Peak         | Spacewatch          | —         | MPC                           |
| 448382     | 2009 OD    | 21 jun 2009 | Mount Lemmon      | Mount Lemmon Survey | —         | MPC                           |
| 448383     | 2009 OX10  | 28 jul 2009 | Catalina          | CSS                 | —         | MPC                           |
| 448384     | 2009 OH14  | 29 jul 2009 | Catalina          | CSS                 | —         | MPC                           |
| 448385     | 2009 PS8   | 15 ago 2009 | Catalina          | CSS                 | —         | MPC                           |
| 448386     | 2009 PP17  | 1 ago 2009  | Kitt Peak         | Spacewatch          | —         | MPC                           |
| 448387     | 2009 PW19  | 15 ago 2009 | Catalina          | CSS                 | —         | MPC                           |
| 448388     | 2009 QS7   | 18 ago 2009 | Bergisch Gladbach | W. Bickel           | —         | MPC                           |
| 448389     | 2009 QX14  | 16 ago 2009 | Kitt Peak         | Spacewatch          | Brangane  | MPC                           |
| 448390     | 2009 QJ16  | 16 ago 2009 | Kitt Peak         | Spacewatch          | —         | MPC                           |
| 448391     | 2009 QM17  | 17 ago 2009 | Kitt Peak         | Spacewatch          | —         | MPC                           |
| 448392     | 2009 QK19  | 18 ago 2009 | Kitt Peak         | Spacewatch          | —         | MPC                           |
| 448393     | 2009 QM28  | 14 jul 2009 | Kitt Peak         | Spacewatch          | —         | MPC                           |
| 448394     | 2009 QP37  | 15 ago 2009 | Kitt Peak         | Spacewatch          | —         | MPC                           |
| 448395     | 2009 QM45  | 28 ago 2009 | La Sagra          | Mallorca Obs.       | —         | MPC                           |
| 448396     | 2009 QN45  | 28 ago 2009 | La Sagra          | Mallorca Obs.       | —         | MPC                           |
| 448397     | 2009 QV60  | 30 jan 2008 | Mount Lemmon      | Mount Lemmon Survey | —         | MPC                           |
| 448398     | 2009 RD3   | 10 set 2009 | La Sagra          | Mallorca Obs.       | —         | MPC                           |
| 448399     | 2009 RF10  | 12 set 2009 | Kitt Peak         | Spacewatch          | —         | MPC                           |
| 448400     | 2009 RL11  | 12 set 2009 | Kitt Peak         | Spacewatch          | —         | MPC                           |

## 448401–448500
| Designação | Designação | Descoberta  | Descoberta    | Descobridor(es)     | Categoria | Mais informações / Referência |
| Permanente | Provisória | Data        | Local         | Descobridor(es)     | Categoria | Mais informações / Referência |
| ---------- | ---------- | ----------- | ------------- | ------------------- | --------- | ----------------------------- |
| 448401     | 2009 RV17  | 12 set 2009 | Kitt Peak     | Spacewatch          | —         | MPC                           |
| 448402     | 2009 RD61  | 30 mai 2009 | Mount Lemmon  | Mount Lemmon Survey | —         | MPC                           |
| 448403     | 2009 RQ65  | 15 set 2009 | Siding Spring | SSS                 | —         | MPC                           |
| 448404     | 2009 RY67  | 15 set 2009 | Kitt Peak     | Spacewatch          | —         | MPC                           |
| 448405     | 2009 RV74  | 15 set 2009 | Kitt Peak     | Spacewatch          | —         | MPC                           |
| 448406     | 2009 SZ3   | 16 set 2009 | Kitt Peak     | Spacewatch          | —         | MPC                           |
| 448407     | 2009 SS10  | 17 ago 2009 | Catalina      | CSS                 | —         | MPC                           |
| 448408     | 2009 SJ16  | 29 ago 2009 | Catalina      | CSS                 | —         | MPC                           |
| 448409     | 2009 SB26  | 13 mar 2007 | Kitt Peak     | Spacewatch          | —         | MPC                           |
| 448410     | 2009 SL66  | 17 set 2009 | Kitt Peak     | Spacewatch          | —         | MPC                           |
| 448411     | 2009 SR91  | 27 ago 2009 | Kitt Peak     | Spacewatch          | —         | MPC                           |
| 448412     | 2009 SS109 | 17 set 2009 | Kitt Peak     | Spacewatch          | —         | MPC                           |
| 448413     | 2009 SE138 | 18 set 2009 | Kitt Peak     | Spacewatch          | —         | MPC                           |
| 448414     | 2009 SE139 | 13 mar 2007 | Mount Lemmon  | Mount Lemmon Survey | —         | MPC                           |
| 448415     | 2009 SQ139 | 19 set 2009 | Kitt Peak     | Spacewatch          | —         | MPC                           |
| 448416     | 2009 SK152 | 17 ago 2009 | Catalina      | CSS                 | —         | MPC                           |
| 448417     | 2009 SQ157 | 20 set 2009 | Kitt Peak     | Spacewatch          | —         | MPC                           |
| 448418     | 2009 SA168 | 29 ago 2009 | Kitt Peak     | Spacewatch          | —         | MPC                           |
| 448419     | 2009 SP207 | 10 dez 2004 | Socorro       | LINEAR              | —         | MPC                           |
| 448420     | 2009 SZ220 | 25 set 2009 | La Sagra      | Mallorca Obs.       | —         | MPC                           |
| 448421     | 2009 SD255 | 6 abr 2008  | Kitt Peak     | Spacewatch          | —         | MPC                           |
| 448422     | 2009 SJ255 | 16 set 2009 | Siding Spring | SSS                 | —         | MPC                           |
| 448423     | 2009 SG270 | 24 set 2009 | Kitt Peak     | Spacewatch          | —         | MPC                           |
| 448424     | 2009 SY273 | 25 set 2009 | Kitt Peak     | Spacewatch          | —         | MPC                           |
| 448425     | 2009 SV279 | 17 set 2009 | Kitt Peak     | Spacewatch          | —         | MPC                           |
| 448426     | 2009 SY346 | 25 set 2009 | Kitt Peak     | Spacewatch          | —         | MPC                           |
| 448427     | 2009 UZ51  | 22 out 2009 | Mount Lemmon  | Mount Lemmon Survey | —         | MPC                           |
| 448428     | 2009 UF82  | 22 out 2009 | Catalina      | CSS                 | —         | MPC                           |
| 448429     | 2009 UK105 | 25 out 2009 | Kitt Peak     | Spacewatch          | —         | MPC                           |
| 448430     | 2009 UB116 | 21 out 2009 | Mount Lemmon  | Mount Lemmon Survey | —         | MPC                           |
| 448431     | 2009 VV48  | 10 nov 2009 | Catalina      | CSS                 | —         | MPC                           |
| 448432     | 2009 VJ115 | 11 nov 2009 | Socorro       | LINEAR              | —         | MPC                           |
| 448433     | 2009 WM46  | 11 out 2009 | Mount Lemmon  | Mount Lemmon Survey | —         | MPC                           |
| 448434     | 2009 WA72  | 25 out 2009 | Kitt Peak     | Spacewatch          | —         | MPC                           |
| 448435     | 2009 WM76  | 10 nov 2009 | Kitt Peak     | Spacewatch          | —         | MPC                           |
| 448436     | 2009 WX85  | 19 nov 2009 | Kitt Peak     | Spacewatch          | —         | MPC                           |
| 448437     | 2009 WS86  | 19 nov 2009 | Kitt Peak     | Spacewatch          | —         | MPC                           |
| 448438     | 2009 WL113 | 20 set 2009 | Kitt Peak     | Spacewatch          | —         | MPC                           |
| 448439     | 2009 WE177 | 11 nov 2009 | Kitt Peak     | Spacewatch          | —         | MPC                           |
| 448440     | 2009 WU235 | 23 out 2009 | Kitt Peak     | Spacewatch          | —         | MPC                           |
| 448441     | 2009 WP245 | 21 nov 2009 | Mount Lemmon  | Mount Lemmon Survey | —         | MPC                           |
| 448442     | 2009 WF254 | 17 nov 2009 | Mount Lemmon  | Mount Lemmon Survey | —         | MPC                           |
| 448443     | 2009 YL24  | 17 dez 2009 | Mount Lemmon  | Mount Lemmon Survey | —         | MPC                           |
| 448444     | 2010 AP96  | 30 set 2009 | Mount Lemmon  | Mount Lemmon Survey | —         | MPC                           |
| 448445     | 2010 BU74  | 4 dez 2008  | Kitt Peak     | Spacewatch          | —         | MPC                           |
| 448446     | 2010 CL183 | 15 fev 2010 | Haleakalā     | Pan-STARRS          | —         | MPC                           |
| 448447     | 2010 DA45  | 11 set 2004 | Kitt Peak     | Spacewatch          | —         | MPC                           |
| 448448     | 2010 DU57  | 24 fev 2010 | WISE          | WISE                | —         | MPC                           |
| 448449     | 2010 DX75  | 6 set 2008  | Kitt Peak     | Spacewatch          | —         | MPC                           |
| 448450     | 2010 DB77  | 17 fev 2010 | Catalina      | CSS                 | —         | MPC                           |
| 448451     | 2010 DX77  | 16 fev 2010 | Mount Lemmon  | Mount Lemmon Survey | —         | MPC                           |
| 448452     | 2010 EX29  | 5 mar 2010  | Catalina      | CSS                 | —         | MPC                           |
| 448453     | 2010 ES44  | 13 mar 2010 | Dauban        | F. Kugel            | —         | MPC                           |
| 448454     | 2010 EW70  | 12 mar 2010 | Kitt Peak     | Spacewatch          | —         | MPC                           |
| 448455     | 2010 EG71  | 4 mar 2010  | Kitt Peak     | Spacewatch          | Mitidika  | MPC                           |
| 448456     | 2010 ET79  | 23 set 2008 | Mount Lemmon  | Mount Lemmon Survey | —         | MPC                           |
| 448457     | 2010 EZ84  | 13 mar 2010 | Kitt Peak     | Spacewatch          | —         | MPC                           |
| 448458     | 2010 EC87  | 13 mar 2010 | Kitt Peak     | Spacewatch          | —         | MPC                           |
| 448459     | 2010 EY107 | 12 mar 2010 | Mount Lemmon  | Mount Lemmon Survey | —         | MPC                           |
| 448460     | 2010 EO109 | 4 mar 2010  | Kitt Peak     | Spacewatch          | —         | MPC                           |
| 448461     | 2010 ER110 | 12 mar 2010 | Kitt Peak     | Spacewatch          | —         | MPC                           |
| 448462     | 2010 EH129 | 12 mar 2010 | Kitt Peak     | Spacewatch          | —         | MPC                           |
| 448463     | 2010 EB130 | 13 mar 2010 | Kitt Peak     | Spacewatch          | —         | MPC                           |
| 448464     | 2010 EK137 | 15 mar 2010 | Mount Lemmon  | Mount Lemmon Survey | —         | MPC                           |
| 448465     | 2010 ES143 | 13 mar 2010 | Mount Lemmon  | Mount Lemmon Survey | —         | MPC                           |
| 448466     | 2010 FJ20  | 21 mai 2006 | Kitt Peak     | Spacewatch          | —         | MPC                           |
| 448467     | 2010 FQ29  | 16 mar 2010 | Kitt Peak     | Spacewatch          | Mitidika  | MPC                           |
| 448468     | 2010 FR29  | 16 mar 2010 | Kitt Peak     | Spacewatch          | —         | MPC                           |
| 448469     | 2010 FH47  | 18 fev 2010 | Mount Lemmon  | Mount Lemmon Survey | —         | MPC                           |
| 448470     | 2010 GP25  | 19 set 2007 | Kitt Peak     | Spacewatch          | —         | MPC                           |
| 448471     | 2010 GA28  | 6 abr 2010  | Kitt Peak     | Spacewatch          | —         | MPC                           |
| 448472     | 2010 GP29  | 8 abr 2010  | Mount Lemmon  | Mount Lemmon Survey | —         | MPC                           |
| 448473     | 2010 GO30  | 4 abr 2010  | Kitt Peak     | Spacewatch          | —         | MPC                           |
| 448474     | 2010 GV65  | 22 jan 2006 | Catalina      | CSS                 | —         | MPC                           |
| 448475     | 2010 GZ97  | 18 mar 2010 | Kitt Peak     | Spacewatch          | —         | MPC                           |
| 448476     | 2010 GJ103 | 6 abr 2010  | Kitt Peak     | Spacewatch          | Phocaea   | MPC                           |
| 448477     | 2010 GG107 | 8 abr 2010  | Kitt Peak     | Spacewatch          | —         | MPC                           |
| 448478     | 2010 GM112 | 10 abr 2010 | Kitt Peak     | Spacewatch          | —         | MPC                           |
| 448479     | 2010 GU119 | 11 abr 2010 | Mount Lemmon  | Mount Lemmon Survey | —         | MPC                           |
| 448480     | 2010 GZ141 | 12 mar 2010 | Kitt Peak     | Spacewatch          | —         | MPC                           |
| 448481     | 2010 GM145 | 10 set 2007 | Mount Lemmon  | Mount Lemmon Survey | —         | MPC                           |
| 448482     | 2010 HJ55  | 25 abr 2010 | WISE          | WISE                | —         | MPC                           |
| 448483     | 2010 JP45  | 7 mai 2010  | Kitt Peak     | Spacewatch          | —         | MPC                           |
| 448484     | 2010 JQ68  | 9 mai 2010  | WISE          | WISE                | —         | MPC                           |
| 448485     | 2010 JR73  | 16 nov 2003 | Kitt Peak     | Spacewatch          | —         | MPC                           |
| 448486     | 2010 JU73  | 8 mai 2010  | Mount Lemmon  | Mount Lemmon Survey | —         | MPC                           |
| 448487     | 2010 JN75  | 4 mai 2010  | Kitt Peak     | Spacewatch          | —         | MPC                           |
| 448488     | 2010 JG78  | 7 nov 2007  | Kitt Peak     | Spacewatch          | —         | MPC                           |
| 448489     | 2010 JS80  | 9 abr 2010  | Mount Lemmon  | Mount Lemmon Survey | —         | MPC                           |
| 448490     | 2010 JG120 | 4 nov 2007  | Kitt Peak     | Spacewatch          | —         | MPC                           |
| 448491     | 2010 JM135 | 14 mai 2010 | WISE          | WISE                | —         | MPC                           |
| 448492     | 2010 JQ153 | 9 abr 2010  | Kitt Peak     | Spacewatch          | —         | MPC                           |
| 448493     | 2010 JV154 | 18 nov 2003 | Kitt Peak     | Spacewatch          | —         | MPC                           |
| 448494     | 2010 KY9   | 13 mai 2010 | Kitt Peak     | Spacewatch          | —         | MPC                           |
| 448495     | 2010 KD49  | 22 mai 2010 | WISE          | WISE                | —         | MPC                           |
| 448496     | 2010 KX119 | 31 mai 2010 | WISE          | WISE                | —         | MPC                           |
| 448497     | 2010 KR128 | 19 mai 2010 | Catalina      | CSS                 | —         | MPC                           |
| 448498     | 2010 LK31  | 6 jun 2010  | WISE          | WISE                | —         | MPC                           |
| 448499     | 2010 LE35  | 11 mai 2010 | Mount Lemmon  | Mount Lemmon Survey | —         | MPC                           |
| 448500     | 2010 LM77  | 10 jun 2010 | WISE          | WISE                | —         | MPC                           |

## 448501–448600
| Designação | Designação | Descoberta  | Descoberta    | Descobridor(es)     | Categoria | Mais informações / Referência |
| Permanente | Provisória | Data        | Local         | Descobridor(es)     | Categoria | Mais informações / Referência |
| ---------- | ---------- | ----------- | ------------- | ------------------- | --------- | ----------------------------- |
| 448501     | 2010 LO82  | 11 jun 2010 | WISE          | WISE                | —         | MPC                           |
| 448502     | 2010 LZ112 | 23 fev 2010 | WISE          | WISE                | —         | MPC                           |
| 448503     | 2010 LW116 | 14 jun 2010 | WISE          | WISE                | —         | MPC                           |
| 448504     | 2010 LE119 | 14 jun 2010 | WISE          | WISE                | —         | MPC                           |
| 448505     | 2010 MJ4   | 20 jun 2010 | Mount Lemmon  | Mount Lemmon Survey | —         | MPC                           |
| 448506     | 2010 MZ45  | 23 jun 2010 | WISE          | WISE                | —         | MPC                           |
| 448507     | 2010 MY82  | 27 jun 2010 | WISE          | WISE                | —         | MPC                           |
| 448508     | 2010 MX84  | 27 jun 2010 | WISE          | WISE                | —         | MPC                           |
| 448509     | 2010 ME100 | 29 jun 2010 | WISE          | WISE                | Brangane  | MPC                           |
| 448510     | 2010 MF102 | 29 jun 2010 | WISE          | WISE                | —         | MPC                           |
| 448511     | 2010 NU13  | 2 jul 2010  | WISE          | WISE                | —         | MPC                           |
| 448512     | 2010 NT16  | 7 out 2005  | Kitt Peak     | Spacewatch          | —         | MPC                           |
| 448513     | 2010 NU45  | 9 jul 2010  | WISE          | WISE                | —         | MPC                           |
| 448514     | 2010 NV46  | 9 jul 2010  | WISE          | WISE                | —         | MPC                           |
| 448515     | 2010 NH56  | 10 jul 2010 | WISE          | WISE                | —         | MPC                           |
| 448516     | 2010 OG3   | 16 jul 2010 | WISE          | WISE                | —         | MPC                           |
| 448517     | 2010 OP10  | 17 jul 2010 | WISE          | WISE                | Ursula    | MPC                           |
| 448518     | 2010 OV15  | 17 jul 2010 | WISE          | WISE                | —         | MPC                           |
| 448519     | 2010 ON23  | 18 jul 2010 | WISE          | WISE                | —         | MPC                           |
| 448520     | 2010 OA43  | 21 jul 2010 | WISE          | WISE                | —         | MPC                           |
| 448521     | 2010 OL49  | 22 jul 2010 | WISE          | WISE                | —         | MPC                           |
| 448522     | 2010 OU50  | 4 abr 2008  | Mount Lemmon  | Mount Lemmon Survey | —         | MPC                           |
| 448523     | 2010 OM59  | 23 jul 2010 | WISE          | WISE                | —         | MPC                           |
| 448524     | 2010 OO73  | 25 jul 2010 | WISE          | WISE                | —         | MPC                           |
| 448525     | 2010 OM89  | 27 jul 2010 | WISE          | WISE                | —         | MPC                           |
| 448526     | 2010 OJ93  | 10 out 2005 | Kitt Peak     | Spacewatch          | Ursula    | MPC                           |
| 448527     | 2010 OO99  | 8 out 2004  | Kitt Peak     | Spacewatch          | —         | MPC                           |
| 448528     | 2010 OO110 | 18 nov 2006 | Mount Lemmon  | Mount Lemmon Survey | —         | MPC                           |
| 448529     | 2010 OO111 | 30 jul 2010 | WISE          | WISE                | —         | MPC                           |
| 448530     | 2010 PK2   | 2 ago 2010  | Socorro       | LINEAR              | —         | MPC                           |
| 448531     | 2010 PL10  | 4 ago 2010  | Socorro       | LINEAR              | —         | MPC                           |
| 448532     | 2010 PT10  | 4 ago 2010  | Socorro       | LINEAR              | —         | MPC                           |
| 448533     | 2010 PD33  | 3 jan 2009  | Kitt Peak     | Spacewatch          | —         | MPC                           |
| 448534     | 2010 PP33  | 21 dez 2006 | Mount Lemmon  | Mount Lemmon Survey | —         | MPC                           |
| 448535     | 2010 PY36  | 6 ago 2010  | WISE          | WISE                | —         | MPC                           |
| 448536     | 2010 PP51  | 8 ago 2010  | WISE          | WISE                | —         | MPC                           |
| 448537     | 2010 PV60  | 10 ago 2010 | Kitt Peak     | Spacewatch          | —         | MPC                           |
| 448538     | 2010 PO68  | 9 ago 2010  | WISE          | WISE                | —         | MPC                           |
| 448539     | 2010 PW70  | 10 ago 2010 | WISE          | WISE                | —         | MPC                           |
| 448540     | 2010 PZ79  | 8 jun 2005  | Kitt Peak     | Spacewatch          | —         | MPC                           |
| 448541     | 2010 RL10  | 27 mar 2008 | Mount Lemmon  | Mount Lemmon Survey | —         | MPC                           |
| 448542     | 2010 RN11  | 13 abr 2004 | Kitt Peak     | Spacewatch          | —         | MPC                           |
| 448543     | 2010 RM12  | 21 fev 2007 | Mount Lemmon  | Mount Lemmon Survey | —         | MPC                           |
| 448544     | 2010 RQ13  | 1 set 2010  | Mount Lemmon  | Mount Lemmon Survey | —         | MPC                           |
| 448545     | 2010 RV36  | 2 set 2010  | Socorro       | LINEAR              | —         | MPC                           |
| 448546     | 2010 RH57  | 25 nov 2006 | Kitt Peak     | Spacewatch          | —         | MPC                           |
| 448547     | 2010 RF61  | 8 fev 2008  | Mount Lemmon  | Mount Lemmon Survey | —         | MPC                           |
| 448548     | 2010 RJ61  | 6 set 2010  | Kitt Peak     | Spacewatch          | Brangane  | MPC                           |
| 448549     | 2010 RU67  | 5 set 2010  | Mount Lemmon  | Mount Lemmon Survey | —         | MPC                           |
| 448550     | 2010 RQ73  | 20 set 2001 | Kitt Peak     | Spacewatch          | —         | MPC                           |
| 448551     | 2010 RT83  | 10 fev 2008 | Mount Lemmon  | Mount Lemmon Survey | —         | MPC                           |
| 448552     | 2010 RZ91  | 11 jul 2005 | Kitt Peak     | Spacewatch          | —         | MPC                           |
| 448553     | 2010 RJ100 | 22 fev 2007 | Kitt Peak     | Spacewatch          | —         | MPC                           |
| 448554     | 2010 RM102 | 10 set 2010 | Kitt Peak     | Spacewatch          | —         | MPC                           |
| 448555     | 2010 RY105 | 10 set 2010 | Kitt Peak     | Spacewatch          | —         | MPC                           |
| 448556     | 2010 RQ108 | 10 set 2010 | Mount Lemmon  | Mount Lemmon Survey | —         | MPC                           |
| 448557     | 2010 RT108 | 11 set 2010 | Kitt Peak     | Spacewatch          | Eos       | MPC                           |
| 448558     | 2010 RD118 | 11 set 2010 | Kitt Peak     | Spacewatch          | —         | MPC                           |
| 448559     | 2010 RD124 | 11 set 2010 | Mount Lemmon  | Mount Lemmon Survey | —         | MPC                           |
| 448560     | 2010 RZ124 | 9 dez 2006  | Kitt Peak     | Spacewatch          | —         | MPC                           |
| 448561     | 2010 RN128 | 14 set 2010 | Kitt Peak     | Spacewatch          | —         | MPC                           |
| 448562     | 2010 RZ143 | 26 set 1998 | Socorro       | LINEAR              | —         | MPC                           |
| 448563     | 2010 RO150 | 15 set 2010 | Kitt Peak     | Spacewatch          | —         | MPC                           |
| 448564     | 2010 RC151 | 15 set 2010 | Kitt Peak     | Spacewatch          | —         | MPC                           |
| 448565     | 2010 RY151 | 15 set 2010 | Kitt Peak     | Spacewatch          | —         | MPC                           |
| 448566     | 2010 RP152 | 3 abr 2008  | Mount Lemmon  | Mount Lemmon Survey | —         | MPC                           |
| 448567     | 2010 RB174 | 9 out 2005  | Kitt Peak     | Spacewatch          | —         | MPC                           |
| 448568     | 2010 SL2   | 16 set 2010 | Mount Lemmon  | Mount Lemmon Survey | —         | MPC                           |
| 448569     | 2010 SR5   | 16 set 2010 | Kitt Peak     | Spacewatch          | —         | MPC                           |
| 448570     | 2010 SL7   | 3 fev 2008  | Kitt Peak     | Spacewatch          | —         | MPC                           |
| 448571     | 2010 SZ14  | 12 set 2005 | Kitt Peak     | Spacewatch          | —         | MPC                           |
| 448572     | 2010 SB18  | 9 out 1994  | Kitt Peak     | Spacewatch          | —         | MPC                           |
| 448573     | 2010 SJ24  | 27 mar 2008 | Mount Lemmon  | Mount Lemmon Survey | —         | MPC                           |
| 448574     | 2010 ST40  | 28 ago 2005 | Kitt Peak     | Spacewatch          | —         | MPC                           |
| 448575     | 2010 TA9   | 13 set 2005 | Kitt Peak     | Spacewatch          | —         | MPC                           |
| 448576     | 2010 TH12  | 19 set 2010 | Kitt Peak     | Spacewatch          | —         | MPC                           |
| 448577     | 2010 TG17  | 3 out 2010  | Kitt Peak     | Spacewatch          | Eos       | MPC                           |
| 448578     | 2010 TC18  | 15 set 2010 | Mount Lemmon  | Mount Lemmon Survey | —         | MPC                           |
| 448579     | 2010 TD18  | 13 set 2005 | Kitt Peak     | Spacewatch          | —         | MPC                           |
| 448580     | 2010 TV19  | 29 mar 2008 | Mount Lemmon  | Mount Lemmon Survey | —         | MPC                           |
| 448581     | 2010 TE22  | 30 ago 2005 | Kitt Peak     | Spacewatch          | —         | MPC                           |
| 448582     | 2010 TG28  | 2 set 2010  | Mount Lemmon  | Mount Lemmon Survey | —         | MPC                           |
| 448583     | 2010 TQ38  | 14 jun 2010 | WISE          | WISE                | Eos       | MPC                           |
| 448584     | 2010 TE44  | 9 set 2010  | Kitt Peak     | Spacewatch          | —         | MPC                           |
| 448585     | 2010 TU44  | 3 out 2010  | Kitt Peak     | Spacewatch          | —         | MPC                           |
| 448586     | 2010 TC53  | 5 out 2005  | Mount Lemmon  | Mount Lemmon Survey | —         | MPC                           |
| 448587     | 2010 TA68  | 29 set 2005 | Mount Lemmon  | Mount Lemmon Survey | —         | MPC                           |
| 448588     | 2010 TR71  | 2 mai 2008  | Kitt Peak     | Spacewatch          | —         | MPC                           |
| 448589     | 2010 TK77  | 17 set 2010 | Kitt Peak     | Spacewatch          | Eos       | MPC                           |
| 448590     | 2010 TH82  | 1 out 2010  | Mount Lemmon  | Mount Lemmon Survey | —         | MPC                           |
| 448591     | 2010 TC90  | 31 mar 2008 | Mount Lemmon  | Mount Lemmon Survey | —         | MPC                           |
| 448592     | 2010 TA95  | 1 set 2005  | Kitt Peak     | Spacewatch          | —         | MPC                           |
| 448593     | 2010 TU96  | 28 fev 2008 | Mount Lemmon  | Mount Lemmon Survey | —         | MPC                           |
| 448594     | 2010 TH99  | 11 set 2010 | Kitt Peak     | Spacewatch          | —         | MPC                           |
| 448595     | 2010 TR101 | 9 out 2005  | Kitt Peak     | Spacewatch          | —         | MPC                           |
| 448596     | 2010 TW114 | 21 ago 2004 | Siding Spring | SSS                 | —         | MPC                           |
| 448597     | 2010 TU124 | 25 set 2005 | Kitt Peak     | Spacewatch          | —         | MPC                           |
| 448598     | 2010 TT143 | 11 out 2010 | Mount Lemmon  | Mount Lemmon Survey | —         | MPC                           |
| 448599     | 2010 TZ145 | 15 mar 2008 | Kitt Peak     | Spacewatch          | —         | MPC                           |
| 448600     | 2010 TH146 | 16 set 2010 | Mount Lemmon  | Mount Lemmon Survey | —         | MPC                           |

## 448601–448700
| Designação | Designação | Descoberta  | Descoberta    | Descobridor(es)     | Categoria | Mais informações / Referência |
| Permanente | Provisória | Data        | Local         | Descobridor(es)     | Categoria | Mais informações / Referência |
| ---------- | ---------- | ----------- | ------------- | ------------------- | --------- | ----------------------------- |
| 448601     | 2010 TM156 | 10 set 2010 | Mount Lemmon  | Mount Lemmon Survey | —         | MPC                           |
| 448602     | 2010 TQ168 | 14 mar 2004 | Kitt Peak     | Spacewatch          | —         | MPC                           |
| 448603     | 2010 TN180 | 3 out 2010  | Kitt Peak     | Spacewatch          | —         | MPC                           |
| 448604     | 2010 UX9   | 24 out 2005 | Kitt Peak     | Spacewatch          | —         | MPC                           |
| 448605     | 2010 UK14  | 27 out 2005 | Mount Lemmon  | Mount Lemmon Survey | —         | MPC                           |
| 448606     | 2010 UG25  | 24 abr 2003 | Kitt Peak     | Spacewatch          | —         | MPC                           |
| 448607     | 2010 UA31  | 1 dez 2005  | Mount Lemmon  | Mount Lemmon Survey | —         | MPC                           |
| 448608     | 2010 UT34  | 29 out 2005 | Catalina      | CSS                 | —         | MPC                           |
| 448609     | 2010 UE36  | 29 out 2010 | Mount Lemmon  | Mount Lemmon Survey | —         | MPC                           |
| 448610     | 2010 UT36  | 27 jul 2009 | Kitt Peak     | Spacewatch          | —         | MPC                           |
| 448611     | 2010 UG45  | 13 out 2010 | Mount Lemmon  | Mount Lemmon Survey | —         | MPC                           |
| 448612     | 2010 UH47  | 16 set 2010 | Mount Lemmon  | Mount Lemmon Survey | —         | MPC                           |
| 448613     | 2010 UX52  | 30 dez 2005 | Kitt Peak     | Spacewatch          | —         | MPC                           |
| 448614     | 2010 UL53  | 12 ago 2010 | Kitt Peak     | Spacewatch          | —         | MPC                           |
| 448615     | 2010 UK57  | 20 mar 2007 | Mount Lemmon  | Mount Lemmon Survey | —         | MPC                           |
| 448616     | 2010 UW58  | 29 out 2010 | Kitt Peak     | Spacewatch          | —         | MPC                           |
| 448617     | 2010 UB63  | 30 out 2010 | Catalina      | CSS                 | —         | MPC                           |
| 448618     | 2010 UN67  | 14 out 2010 | Mount Lemmon  | Mount Lemmon Survey | —         | MPC                           |
| 448619     | 2010 UL70  | 12 out 1999 | Socorro       | LINEAR              | —         | MPC                           |
| 448620     | 2010 UF71  | 29 out 2010 | Kitt Peak     | Spacewatch          | Brangane  | MPC                           |
| 448621     | 2010 UN75  | 11 set 2010 | Mount Lemmon  | Mount Lemmon Survey | —         | MPC                           |
| 448622     | 2010 UE78  | 3 dez 2005  | Kitt Peak     | Spacewatch          | —         | MPC                           |
| 448623     | 2010 UJ88  | 9 out 2004  | Socorro       | LINEAR              | —         | MPC                           |
| 448624     | 2010 UY89  | 18 set 2010 | Mount Lemmon  | Mount Lemmon Survey | —         | MPC                           |
| 448625     | 2010 UE91  | 17 out 2010 | Mount Lemmon  | Mount Lemmon Survey | —         | MPC                           |
| 448626     | 2010 UZ94  | 30 out 2005 | Mount Lemmon  | Mount Lemmon Survey | —         | MPC                           |
| 448627     | 2010 UP101 | 15 abr 2008 | Mount Lemmon  | Mount Lemmon Survey | Brangane  | MPC                           |
| 448628     | 2010 VF1   | 2 nov 2010  | Haleakala     | Pan-STARRS          | —         | MPC                           |
| 448629     | 2010 VH16  | 12 out 2010 | Mount Lemmon  | Mount Lemmon Survey | —         | MPC                           |
| 448630     | 2010 VB19  | 4 dez 2005  | Catalina      | CSS                 | —         | MPC                           |
| 448631     | 2010 VR22  | 1 nov 2010  | Kitt Peak     | Spacewatch          | —         | MPC                           |
| 448632     | 2010 VR28  | 9 ago 2010  | WISE          | WISE                | —         | MPC                           |
| 448633     | 2010 VT37  | 29 nov 2005 | Kitt Peak     | Spacewatch          | —         | MPC                           |
| 448634     | 2010 VF46  | 13 out 2010 | Mount Lemmon  | Mount Lemmon Survey | —         | MPC                           |
| 448635     | 2010 VP52  | 26 out 1994 | Kitt Peak     | Spacewatch          | —         | MPC                           |
| 448636     | 2010 VD57  | 29 out 2005 | Mount Lemmon  | Mount Lemmon Survey | —         | MPC                           |
| 448637     | 2010 VG65  | 13 out 2010 | Mount Lemmon  | Mount Lemmon Survey | —         | MPC                           |
| 448638     | 2010 VG70  | 29 out 2010 | Mount Lemmon  | Mount Lemmon Survey | —         | MPC                           |
| 448639     | 2010 VZ74  | 9 out 2010  | Mount Lemmon  | Mount Lemmon Survey | Brangane  | MPC                           |
| 448640     | 2010 VW82  | 19 mar 2007 | Mount Lemmon  | Mount Lemmon Survey | —         | MPC                           |
| 448641     | 2010 VD83  | 29 out 2010 | Mount Lemmon  | Mount Lemmon Survey | —         | MPC                           |
| 448642     | 2010 VK84  | 2 mai 2003  | Kitt Peak     | Spacewatch          | —         | MPC                           |
| 448643     | 2010 VH85  | 28 dez 2005 | Mount Lemmon  | Mount Lemmon Survey | —         | MPC                           |
| 448644     | 2010 VU87  | 6 nov 2010  | Kitt Peak     | Spacewatch          | —         | MPC                           |
| 448645     | 2010 VV95  | 29 out 2010 | Kitt Peak     | Spacewatch          | —         | MPC                           |
| 448646     | 2010 VO96  | 21 dez 2005 | Kitt Peak     | Spacewatch          | —         | MPC                           |
| 448647     | 2010 VP101 | 15 set 2004 | Kitt Peak     | Spacewatch          | —         | MPC                           |
| 448648     | 2010 VA102 | 5 nov 2010  | Kitt Peak     | Spacewatch          | —         | MPC                           |
| 448649     | 2010 VK103 | 5 nov 2010  | Kitt Peak     | Spacewatch          | —         | MPC                           |
| 448650     | 2010 VD104 | 5 jan 2006  | Kitt Peak     | Spacewatch          | —         | MPC                           |
| 448651     | 2010 VW106 | 21 nov 2005 | Kitt Peak     | Spacewatch          | —         | MPC                           |
| 448652     | 2010 VK110 | 12 out 2010 | Mount Lemmon  | Mount Lemmon Survey | —         | MPC                           |
| 448653     | 2010 VM112 | 7 nov 2010  | Kitt Peak     | Spacewatch          | —         | MPC                           |
| 448654     | 2010 VG119 | 31 out 1999 | Kitt Peak     | Spacewatch          | —         | MPC                           |
| 448655     | 2010 VD130 | 14 out 2010 | Mount Lemmon  | Mount Lemmon Survey | —         | MPC                           |
| 448656     | 2010 VX131 | 21 nov 2005 | Kitt Peak     | Spacewatch          | —         | MPC                           |
| 448657     | 2010 VA132 | 28 out 1994 | Kitt Peak     | Spacewatch          | —         | MPC                           |
| 448658     | 2010 VV147 | 6 nov 2010  | Mount Lemmon  | Mount Lemmon Survey | Brangane  | MPC                           |
| 448659     | 2010 VG152 | 23 jun 2009 | Mount Lemmon  | Mount Lemmon Survey | —         | MPC                           |
| 448660     | 2010 VM152 | 6 nov 2010  | Mount Lemmon  | Mount Lemmon Survey | Brangane  | MPC                           |
| 448661     | 2010 VL163 | 13 out 2010 | Mount Lemmon  | Mount Lemmon Survey | —         | MPC                           |
| 448662     | 2010 VB165 | 7 set 2004  | Kitt Peak     | Spacewatch          | —         | MPC                           |
| 448663     | 2010 VB170 | 10 nov 2010 | Mount Lemmon  | Mount Lemmon Survey | —         | MPC                           |
| 448664     | 2010 VW177 | 11 mai 2002 | Socorro       | LINEAR              | —         | MPC                           |
| 448665     | 2010 VO178 | 12 set 2004 | Kitt Peak     | Spacewatch          | —         | MPC                           |
| 448666     | 2010 VU178 | 17 out 1999 | Kitt Peak     | Spacewatch          | —         | MPC                           |
| 448667     | 2010 VP179 | 1 dez 2005  | Mount Lemmon  | Mount Lemmon Survey | Brangane  | MPC                           |
| 448668     | 2010 VH181 | 11 nov 2010 | Mount Lemmon  | Mount Lemmon Survey | —         | MPC                           |
| 448669     | 2010 VO184 | 27 abr 2008 | Mount Lemmon  | Mount Lemmon Survey | —         | MPC                           |
| 448670     | 2010 VT190 | 8 dez 2005  | Kitt Peak     | Spacewatch          | Brangane  | MPC                           |
| 448671     | 2010 VL192 | 11 mar 2007 | Kitt Peak     | Spacewatch          | —         | MPC                           |
| 448672     | 2010 VN193 | 3 out 1999  | Kitt Peak     | Spacewatch          | —         | MPC                           |
| 448673     | 2010 VJ197 | 21 jan 2010 | WISE          | WISE                | —         | MPC                           |
| 448674     | 2010 VN203 | 17 out 2010 | Mount Lemmon  | Mount Lemmon Survey | —         | MPC                           |
| 448675     | 2010 VY204 | 3 set 2010  | Mount Lemmon  | Mount Lemmon Survey | Brangane  | MPC                           |
| 448676     | 2010 VH208 | 27 out 2005 | Mount Lemmon  | Mount Lemmon Survey | —         | MPC                           |
| 448677     | 2010 VR208 | 17 out 2010 | Mount Lemmon  | Mount Lemmon Survey | —         | MPC                           |
| 448678     | 2010 VO210 | 31 out 2010 | Mount Lemmon  | Mount Lemmon Survey | —         | MPC                           |
| 448679     | 2010 VU219 | 27 mai 2008 | Mount Lemmon  | Mount Lemmon Survey | —         | MPC                           |
| 448680     | 2010 WV    | 29 out 2010 | Mount Lemmon  | Mount Lemmon Survey | Brangane  | MPC                           |
| 448681     | 2010 WF4   | 5 mai 2008  | Mount Lemmon  | Mount Lemmon Survey | —         | MPC                           |
| 448682     | 2010 WV9   | 11 set 2010 | Mount Lemmon  | Mount Lemmon Survey | —         | MPC                           |
| 448683     | 2010 WB13  | 25 dez 2005 | Mount Lemmon  | Mount Lemmon Survey | —         | MPC                           |
| 448684     | 2010 WY31  | 11 nov 2010 | Mount Lemmon  | Mount Lemmon Survey | —         | MPC                           |
| 448685     | 2010 WH33  | 27 nov 2010 | Mount Lemmon  | Mount Lemmon Survey | —         | MPC                           |
| 448686     | 2010 WP36  | 14 nov 1999 | Socorro       | LINEAR              | —         | MPC                           |
| 448687     | 2010 WB37  | 29 out 2010 | Kitt Peak     | Spacewatch          | —         | MPC                           |
| 448688     | 2010 WH41  | 3 nov 2010  | Kitt Peak     | Spacewatch          | —         | MPC                           |
| 448689     | 2010 WN47  | 27 nov 2010 | Mount Lemmon  | Mount Lemmon Survey | —         | MPC                           |
| 448690     | 2010 WM58  | 12 nov 1999 | Kitt Peak     | Spacewatch          | —         | MPC                           |
| 448691     | 2010 WC64  | 6 nov 2010  | Mount Lemmon  | Mount Lemmon Survey | —         | MPC                           |
| 448692     | 2010 WP71  | 25 fev 2006 | Anderson Mesa | LONEOS              | —         | MPC                           |
| 448693     | 2010 XO2   | 12 set 2004 | Kitt Peak     | Spacewatch          | —         | MPC                           |
| 448694     | 2010 XP8   | 26 dez 2005 | Kitt Peak     | Spacewatch          | —         | MPC                           |
| 448695     | 2010 XQ22  | 5 nov 2010  | Kitt Peak     | Spacewatch          | —         | MPC                           |
| 448696     | 2010 XK23  | 9 mar 2007  | Mount Lemmon  | Mount Lemmon Survey | Brangane  | MPC                           |
| 448697     | 2010 XV26  | 9 nov 2004  | Catalina      | CSS                 | —         | MPC                           |
| 448698     | 2010 XX31  | 2 dez 2010  | Mount Lemmon  | Mount Lemmon Survey | —         | MPC                           |
| 448699     | 2010 XP32  | 22 dez 2005 | Kitt Peak     | Spacewatch          | —         | MPC                           |
| 448700     | 2010 XQ33  | 31 out 2010 | Kitt Peak     | Spacewatch          | —         | MPC                           |

## 448701–448800
| Designação | Designação | Descoberta  | Descoberta    | Descobridor(es)     | Categoria | Mais informações / Referência |
| Permanente | Provisória | Data        | Local         | Descobridor(es)     | Categoria | Mais informações / Referência |
| ---------- | ---------- | ----------- | ------------- | ------------------- | --------- | ----------------------------- |
| 448701     | 2010 XW35  | 8 nov 2010  | Kitt Peak     | Spacewatch          | —         | MPC                           |
| 448702     | 2010 XQ44  | 13 out 2005 | Kitt Peak     | Spacewatch          | —         | MPC                           |
| 448703     | 2010 XB47  | 27 jan 2006 | Mount Lemmon  | Mount Lemmon Survey | —         | MPC                           |
| 448704     | 2010 XK50  | 5 out 2004  | Kitt Peak     | Spacewatch          | —         | MPC                           |
| 448705     | 2010 XP57  | 15 set 2009 | Mount Lemmon  | Mount Lemmon Survey | —         | MPC                           |
| 448706     | 2010 XQ58  | 11 ago 2004 | Siding Spring | SSS                 | —         | MPC                           |
| 448707     | 2010 XV76  | 24 fev 2006 | Kitt Peak     | Spacewatch          | —         | MPC                           |
| 448708     | 2010 XT79  | 10 jan 2006 | Mount Lemmon  | Mount Lemmon Survey | —         | MPC                           |
| 448709     | 2010 XP83  | 10 out 2004 | Socorro       | LINEAR              | —         | MPC                           |
| 448710     | 2010 XV87  | 3 mai 2008  | Mount Lemmon  | Mount Lemmon Survey | —         | MPC                           |
| 448711     | 2010 YT3   | 8 nov 2010  | Mount Lemmon  | Mount Lemmon Survey | —         | MPC                           |
| 448712     | 2011 AU10  | 10 dez 2010 | Mount Lemmon  | Mount Lemmon Survey | —         | MPC                           |
| 448713     | 2011 AJ23  | 10 dez 2010 | Mount Lemmon  | Mount Lemmon Survey | —         | MPC                           |
| 448714     | 2011 AY24  | 3 jul 2003  | Kitt Peak     | Spacewatch          | —         | MPC                           |
| 448715     | 2011 AR38  | 13 dez 2010 | Catalina      | CSS                 | —         | MPC                           |
| 448716     | 2011 AN65  | 12 jan 2010 | WISE          | WISE                | —         | MPC                           |
| 448717     | 2011 AU70  | 14 jan 2011 | Mount Lemmon  | Mount Lemmon Survey | —         | MPC                           |
| 448718     | 2011 AL72  | 18 jan 2010 | WISE          | WISE                | —         | MPC                           |
| 448719     | 2011 AA76  | 11 dez 2004 | Kitt Peak     | Spacewatch          | —         | MPC                           |
| 448720     | 2011 BE19  | 14 dez 2010 | Catalina      | CSS                 | —         | MPC                           |
| 448721     | 2011 BN24  | 28 jan 2011 | Mount Lemmon  | Mount Lemmon Survey | —         | MPC                           |
| 448722     | 2011 BZ26  | 19 set 2009 | Catalina      | CSS                 | —         | MPC                           |
| 448723     | 2011 BX30  | 17 jan 2010 | WISE          | WISE                | —         | MPC                           |
| 448724     | 2011 BB45  | 30 jan 2011 | Haleakala     | Pan-STARRS          | —         | MPC                           |
| 448725     | 2011 BS50  | 14 jan 2010 | WISE          | WISE                | —         | MPC                           |
| 448726     | 2011 BW55  | 2 jan 2011  | Catalina      | CSS                 | —         | MPC                           |
| 448727     | 2011 BT80  | 5 dez 2010  | Mount Lemmon  | Mount Lemmon Survey | —         | MPC                           |
| 448728     | 2011 BC107 | 27 fev 2006 | Mount Lemmon  | Mount Lemmon Survey | —         | MPC                           |
| 448729     | 2011 BU117 | 3 nov 2010  | Mount Lemmon  | Mount Lemmon Survey | —         | MPC                           |
| 448730     | 2011 BN153 | 19 out 2010 | Mount Lemmon  | Mount Lemmon Survey | Brangane  | MPC                           |
| 448731     | 2011 DQ24  | 13 set 2004 | Socorro       | LINEAR              | Juno      | MPC                           |
| 448732     | 2011 EJ18  | 2 fev 2000  | Socorro       | LINEAR              | —         | MPC                           |
| 448733     | 2011 EN37  | 16 fev 2004 | Kitt Peak     | Spacewatch          | —         | MPC                           |
| 448734     | 2011 EJ45  | 29 abr 2008 | Mount Lemmon  | Mount Lemmon Survey | —         | MPC                           |
| 448735     | 2011 EK82  | 3 out 2003  | Kitt Peak     | Spacewatch          | —         | MPC                           |
| 448736     | 2011 FY13  | 29 set 2005 | Kitt Peak     | Spacewatch          | —         | MPC                           |
| 448737     | 2011 HS11  | 13 abr 2011 | Mount Lemmon  | Mount Lemmon Survey | —         | MPC                           |
| 448738     | 2011 HD23  | 16 dez 2006 | Kitt Peak     | Spacewatch          | —         | MPC                           |
| 448739     | 2011 HD30  | 3 out 2005  | Kitt Peak     | Spacewatch          | —         | MPC                           |
| 448740     | 2011 HX83  | 1 abr 2011  | Kitt Peak     | Spacewatch          | —         | MPC                           |
| 448741     | 2011 HT84  | 30 abr 2011 | Mount Lemmon  | Mount Lemmon Survey | —         | MPC                           |
| 448742     | 2011 JP2   | 19 out 2003 | Kitt Peak     | Spacewatch          | —         | MPC                           |
| 448743     | 2011 JK4   | 30 jul 2008 | Kitt Peak     | Spacewatch          | —         | MPC                           |
| 448744     | 2011 JG16  | 29 mar 2011 | Kitt Peak     | Spacewatch          | —         | MPC                           |
| 448745     | 2011 JF26  | 13 abr 2011 | Mount Lemmon  | Mount Lemmon Survey | —         | MPC                           |
| 448746     | 2011 ON10  | 4 nov 2004  | Kitt Peak     | Spacewatch          | —         | MPC                           |
| 448747     | 2011 OV19  | 4 out 2004  | Kitt Peak     | Spacewatch          | —         | MPC                           |
| 448748     | 2011 OC24  | 18 abr 2007 | Kitt Peak     | Spacewatch          | —         | MPC                           |
| 448749     | 2011 OV30  | 16 mar 2007 | Kitt Peak     | Spacewatch          | —         | MPC                           |
| 448750     | 2011 OO31  | 14 abr 2007 | Mount Lemmon  | Mount Lemmon Survey | —         | MPC                           |
| 448751     | 2011 PB10  | 23 abr 2007 | Mount Lemmon  | Mount Lemmon Survey | —         | MPC                           |
| 448752     | 2011 PV10  | 19 nov 2008 | Kitt Peak     | Spacewatch          | —         | MPC                           |
| 448753     | 2011 QE7   | 22 dez 2008 | Mount Lemmon  | Mount Lemmon Survey | —         | MPC                           |
| 448754     | 2011 QR10  | 5 mar 2006  | Kitt Peak     | Spacewatch          | —         | MPC                           |
| 448755     | 2011 QE11  | 27 jan 2006 | Mount Lemmon  | Mount Lemmon Survey | —         | MPC                           |
| 448756     | 2011 QA12  | 14 jun 2007 | Kitt Peak     | Spacewatch          | —         | MPC                           |
| 448757     | 2011 QV12  | 5 jun 2011  | Mount Lemmon  | Mount Lemmon Survey | —         | MPC                           |
| 448758     | 2011 QG15  | 9 set 2007  | Kitt Peak     | Spacewatch          | Phocaea   | MPC                           |
| 448759     | 2011 QN24  | 3 jan 2009  | Kitt Peak     | Spacewatch          | Mitidika  | MPC                           |
| 448760     | 2011 QD66  | 25 abr 2007 | Kitt Peak     | Spacewatch          | —         | MPC                           |
| 448761     | 2011 QO74  | 21 jun 2007 | Mount Lemmon  | Mount Lemmon Survey | —         | MPC                           |
| 448762     | 2011 QJ85  | 15 set 2007 | Kitt Peak     | Spacewatch          | —         | MPC                           |
| 448763     | 2011 QL91  | 1 out 2000  | Socorro       | LINEAR              | —         | MPC                           |
| 448764     | 2011 QP97  | 13 mai 2010 | WISE          | WISE                | —         | MPC                           |
| 448765     | 2011 RQ3   | 20 nov 2008 | Kitt Peak     | Spacewatch          | —         | MPC                           |
| 448766     | 2011 RG8   | 12 dez 2004 | Kitt Peak     | Spacewatch          | —         | MPC                           |
| 448767     | 2011 RV13  | 10 set 2007 | Mount Lemmon  | Mount Lemmon Survey | —         | MPC                           |
| 448768     | 2011 SR33  | 16 ago 2007 | XuYi          | PMO NEO             | —         | MPC                           |
| 448769     | 2011 SH53  | 8 set 2011  | Kitt Peak     | Spacewatch          | —         | MPC                           |
| 448770     | 2011 SZ68  | 16 mar 2010 | Kitt Peak     | Spacewatch          | —         | MPC                           |
| 448771     | 2011 SR77  | 13 set 2007 | Kitt Peak     | Spacewatch          | —         | MPC                           |
| 448772     | 2011 SL78  | 26 fev 2009 | Catalina      | CSS                 | —         | MPC                           |
| 448773     | 2011 SH84  | 9 out 2007  | Kitt Peak     | Spacewatch          | —         | MPC                           |
| 448774     | 2011 SW85  | 14 out 2007 | Mount Lemmon  | Mount Lemmon Survey | —         | MPC                           |
| 448775     | 2011 SE91  | 22 set 2011 | Kitt Peak     | Spacewatch          | —         | MPC                           |
| 448776     | 2011 SW92  | 9 mai 2010  | Mount Lemmon  | Mount Lemmon Survey | —         | MPC                           |
| 448777     | 2011 SW112 | 21 dez 2000 | Kitt Peak     | Spacewatch          | —         | MPC                           |
| 448778     | 2011 SK114 | 20 set 2011 | Catalina      | CSS                 | Eos       | MPC                           |
| 448779     | 2011 SP114 | 13 dez 2007 | Socorro       | LINEAR              | —         | MPC                           |
| 448780     | 2011 SG118 | 26 fev 2010 | WISE          | WISE                | Phocaea   | MPC                           |
| 448781     | 2011 SP130 | 25 jul 2010 | WISE          | WISE                | —         | MPC                           |
| 448782     | 2011 ST131 | 23 set 2011 | Kitt Peak     | Spacewatch          | —         | MPC                           |
| 448783     | 2011 SQ141 | 26 fev 2009 | Mount Lemmon  | Mount Lemmon Survey | —         | MPC                           |
| 448784     | 2011 SW143 | 11 abr 2010 | Mount Lemmon  | Mount Lemmon Survey | —         | MPC                           |
| 448785     | 2011 SN149 | 3 set 2007  | Catalina      | CSS                 | —         | MPC                           |
| 448786     | 2011 SG162 | 23 set 2011 | Kitt Peak     | Spacewatch          | —         | MPC                           |
| 448787     | 2011 SK162 | 20 out 2007 | Mount Lemmon  | Mount Lemmon Survey | —         | MPC                           |
| 448788     | 2011 SJ165 | 8 nov 2007  | Mount Lemmon  | Mount Lemmon Survey | —         | MPC                           |
| 448789     | 2011 SV168 | 21 set 2011 | Kitt Peak     | Spacewatch          | —         | MPC                           |
| 448790     | 2011 SX168 | 28 set 2011 | Mount Lemmon  | Mount Lemmon Survey | —         | MPC                           |
| 448791     | 2011 SW182 | 26 set 2011 | Kitt Peak     | Spacewatch          | —         | MPC                           |
| 448792     | 2011 SW187 | 22 set 2011 | Kitt Peak     | Spacewatch          | —         | MPC                           |
| 448793     | 2011 SL212 | 24 mar 2006 | Mount Lemmon  | Mount Lemmon Survey | —         | MPC                           |
| 448794     | 2011 SM215 | 28 out 1994 | Kitt Peak     | Spacewatch          | —         | MPC                           |
| 448795     | 2011 SM227 | 21 out 2007 | Mount Lemmon  | Mount Lemmon Survey | —         | MPC                           |
| 448796     | 2011 SM235 | 16 dez 2007 | Mount Lemmon  | Mount Lemmon Survey | —         | MPC                           |
| 448797     | 2011 SV238 | 9 set 2011  | Kitt Peak     | Spacewatch          | Mitidika  | MPC                           |
| 448798     | 2011 SF249 | 27 set 2011 | Mount Lemmon  | Mount Lemmon Survey | —         | MPC                           |
| 448799     | 2011 SX259 | 16 out 2007 | Kitt Peak     | Spacewatch          | —         | MPC                           |
| 448800     | 2011 SA261 | 17 dez 2007 | Catalina      | CSS                 | —         | MPC                           |

## 448801–448900
| Designação | Designação | Descoberta  | Descoberta    | Descobridor(es)     | Categoria | Mais informações / Referência |
| Permanente | Provisória | Data        | Local         | Descobridor(es)     | Categoria | Mais informações / Referência |
| ---------- | ---------- | ----------- | ------------- | ------------------- | --------- | ----------------------------- |
| 448801     | 2011 SW272 | 25 mai 2006 | Kitt Peak     | Spacewatch          | —         | MPC                           |
| 448802     | 2011 SK273 | 21 set 2011 | Catalina      | CSS                 | —         | MPC                           |
| 448803     | 2011 SU273 | 8 nov 2007  | Kitt Peak     | Spacewatch          | —         | MPC                           |
| 448804     | 2011 TF2   | 19 jun 2006 | Kitt Peak     | Spacewatch          | —         | MPC                           |
| 448805     | 2011 TG6   | 28 ago 2011 | Siding Spring | SSS                 | —         | MPC                           |
| 448806     | 2011 TH16  | 24 abr 2006 | Kitt Peak     | Spacewatch          | —         | MPC                           |
| 448807     | 2011 TB17  | 12 ago 2007 | XuYi          | PMO NEO             | Mitidika  | MPC                           |
| 448808     | 2011 UD7   | 18 out 2011 | Mount Lemmon  | Mount Lemmon Survey | —         | MPC                           |
| 448809     | 2011 UK7   | 16 abr 2005 | Kitt Peak     | Spacewatch          | —         | MPC                           |
| 448810     | 2011 UO7   | 14 set 2007 | Mount Lemmon  | Mount Lemmon Survey | —         | MPC                           |
| 448811     | 2011 UT9   | 18 out 2011 | Mount Lemmon  | Mount Lemmon Survey | —         | MPC                           |
| 448812     | 2011 UZ9   | 4 nov 2007  | Kitt Peak     | Spacewatch          | —         | MPC                           |
| 448813     | 2011 UJ12  | 12 set 2007 | Mount Lemmon  | Mount Lemmon Survey | Mitidika  | MPC                           |
| 448814     | 2011 UO16  | 21 out 2007 | Mount Lemmon  | Mount Lemmon Survey | —         | MPC                           |
| 448815     | 2011 UQ16  | 18 out 2011 | Mount Lemmon  | Mount Lemmon Survey | —         | MPC                           |
| 448816     | 2011 UT16  | 17 nov 2006 | Mount Lemmon  | Mount Lemmon Survey | Brangane  | MPC                           |
| 448817     | 2011 UD18  | 14 nov 2007 | Kitt Peak     | Spacewatch          | —         | MPC                           |
| 448818     | 2011 UU20  | 19 out 2011 | Haleakala     | Pan-STARRS          | —         | MPC                           |
| 448819     | 2011 UK24  | 17 out 2011 | Kitt Peak     | Spacewatch          | Phocaea   | MPC                           |
| 448820     | 2011 UZ26  | 19 nov 2003 | Kitt Peak     | Spacewatch          | —         | MPC                           |
| 448821     | 2011 UT28  | 17 out 2011 | Kitt Peak     | Spacewatch          | —         | MPC                           |
| 448822     | 2011 UJ29  | 17 dez 2007 | Mount Lemmon  | Mount Lemmon Survey | —         | MPC                           |
| 448823     | 2011 UV30  | 14 nov 2007 | Kitt Peak     | Spacewatch          | —         | MPC                           |
| 448824     | 2011 UT43  | 23 set 2011 | Kitt Peak     | Spacewatch          | —         | MPC                           |
| 448825     | 2011 US50  | 15 set 2007 | Mount Lemmon  | Mount Lemmon Survey | —         | MPC                           |
| 448826     | 2011 UR54  | 19 nov 2007 | Mount Lemmon  | Mount Lemmon Survey | —         | MPC                           |
| 448827     | 2011 UE56  | 16 dez 2007 | Mount Lemmon  | Mount Lemmon Survey | —         | MPC                           |
| 448828     | 2011 UL56  | 13 nov 2007 | Kitt Peak     | Spacewatch          | —         | MPC                           |
| 448829     | 2011 UT59  | 19 nov 2003 | Kitt Peak     | Spacewatch          | —         | MPC                           |
| 448830     | 2011 UA66  | 20 out 2011 | Mount Lemmon  | Mount Lemmon Survey | —         | MPC                           |
| 448831     | 2011 UF72  | 3 nov 2007  | Kitt Peak     | Spacewatch          | —         | MPC                           |
| 448832     | 2011 UH73  | 18 out 2011 | Mount Lemmon  | Mount Lemmon Survey | —         | MPC                           |
| 448833     | 2011 UK73  | 18 out 2011 | Mount Lemmon  | Mount Lemmon Survey | —         | MPC                           |
| 448834     | 2011 UP73  | 15 set 2007 | Mount Lemmon  | Mount Lemmon Survey | —         | MPC                           |
| 448835     | 2011 US73  | 14 mai 2010 | WISE          | WISE                | —         | MPC                           |
| 448836     | 2011 UU76  | 19 out 2011 | Kitt Peak     | Spacewatch          | —         | MPC                           |
| 448837     | 2011 UA81  | 19 out 2011 | Kitt Peak     | Spacewatch          | —         | MPC                           |
| 448838     | 2011 UU81  | 27 dez 2003 | Kitt Peak     | Spacewatch          | —         | MPC                           |
| 448839     | 2011 UN83  | 18 out 2011 | Mount Lemmon  | Mount Lemmon Survey | —         | MPC                           |
| 448840     | 2011 UE86  | 19 mar 2009 | Kitt Peak     | Spacewatch          | —         | MPC                           |
| 448841     | 2011 UH90  | 21 abr 2009 | Mount Lemmon  | Mount Lemmon Survey | —         | MPC                           |
| 448842     | 2011 UH95  | 8 jan 2000  | Kitt Peak     | Spacewatch          | —         | MPC                           |
| 448843     | 2011 UT98  | 5 jan 2003  | Socorro       | LINEAR              | —         | MPC                           |
| 448844     | 2011 US100 | 21 set 2011 | Kitt Peak     | Spacewatch          | —         | MPC                           |
| 448845     | 2011 UV101 | 2 nov 2007  | Mount Lemmon  | Mount Lemmon Survey | —         | MPC                           |
| 448846     | 2011 UX103 | 20 abr 2009 | Mount Lemmon  | Mount Lemmon Survey | —         | MPC                           |
| 448847     | 2011 UM107 | 30 set 2011 | Kitt Peak     | Spacewatch          | —         | MPC                           |
| 448848     | 2011 UF118 | 31 jan 2009 | Mount Lemmon  | Mount Lemmon Survey | —         | MPC                           |
| 448849     | 2011 UC122 | 2 nov 2007  | Kitt Peak     | Spacewatch          | —         | MPC                           |
| 448850     | 2011 UB126 | 27 mar 2009 | Mount Lemmon  | Mount Lemmon Survey | —         | MPC                           |
| 448851     | 2011 US126 | 29 dez 2008 | Mount Lemmon  | Mount Lemmon Survey | —         | MPC                           |
| 448852     | 2011 UM127 | 20 out 2011 | Kitt Peak     | Spacewatch          | —         | MPC                           |
| 448853     | 2011 UO128 | 19 nov 2007 | Kitt Peak     | Spacewatch          | —         | MPC                           |
| 448854     | 2011 UB133 | 22 set 2011 | Mount Lemmon  | Mount Lemmon Survey | —         | MPC                           |
| 448855     | 2011 UJ136 | 20 out 2011 | Kitt Peak     | Spacewatch          | —         | MPC                           |
| 448856     | 2011 UG137 | 27 mar 2009 | Mount Lemmon  | Mount Lemmon Survey | —         | MPC                           |
| 448857     | 2011 UO139 | 24 set 2011 | Mount Lemmon  | Mount Lemmon Survey | —         | MPC                           |
| 448858     | 2011 UK144 | 1 out 2011  | Mount Lemmon  | Mount Lemmon Survey | —         | MPC                           |
| 448859     | 2011 UL146 | 8 jan 2000  | Kitt Peak     | Spacewatch          | —         | MPC                           |
| 448860     | 2011 UF147 | 16 nov 2007 | Mount Lemmon  | Mount Lemmon Survey | —         | MPC                           |
| 448861     | 2011 UJ150 | 30 out 2007 | Mount Lemmon  | Mount Lemmon Survey | —         | MPC                           |
| 448862     | 2011 UT152 | 20 set 1998 | Kitt Peak     | Spacewatch          | —         | MPC                           |
| 448863     | 2011 UH156 | 24 out 2011 | Mount Lemmon  | Mount Lemmon Survey | —         | MPC                           |
| 448864     | 2011 UQ161 | 23 out 2011 | Kitt Peak     | Spacewatch          | —         | MPC                           |
| 448865     | 2011 UY161 | 10 dez 2007 | Socorro       | LINEAR              | —         | MPC                           |
| 448866     | 2011 UT166 | 3 dez 2007  | Kitt Peak     | Spacewatch          | —         | MPC                           |
| 448867     | 2011 UQ179 | 24 out 2011 | Kitt Peak     | Spacewatch          | —         | MPC                           |
| 448868     | 2011 UZ179 | 3 mar 2000  | Kitt Peak     | Spacewatch          | —         | MPC                           |
| 448869     | 2011 UT182 | 12 nov 2007 | Mount Lemmon  | Mount Lemmon Survey | —         | MPC                           |
| 448870     | 2011 UB183 | 14 set 2006 | Catalina      | CSS                 | —         | MPC                           |
| 448871     | 2011 UM185 | 16 nov 2007 | Mount Lemmon  | Mount Lemmon Survey | —         | MPC                           |
| 448872     | 2011 UQ199 | 16 dez 2007 | Kitt Peak     | Spacewatch          | —         | MPC                           |
| 448873     | 2011 UG204 | 18 nov 2007 | Mount Lemmon  | Mount Lemmon Survey | —         | MPC                           |
| 448874     | 2011 UT204 | 16 dez 2007 | Kitt Peak     | Spacewatch          | —         | MPC                           |
| 448875     | 2011 UE206 | 21 out 2007 | Mount Lemmon  | Mount Lemmon Survey | —         | MPC                           |
| 448876     | 2011 UR221 | 29 set 2011 | Kitt Peak     | Spacewatch          | —         | MPC                           |
| 448877     | 2011 UY238 | 17 out 2007 | Mount Lemmon  | Mount Lemmon Survey | —         | MPC                           |
| 448878     | 2011 UH239 | 4 dez 2007  | Mount Lemmon  | Mount Lemmon Survey | —         | MPC                           |
| 448879     | 2011 UZ239 | 17 out 2006 | Kitt Peak     | Spacewatch          | —         | MPC                           |
| 448880     | 2011 UN240 | 9 mai 2005  | Mount Lemmon  | Mount Lemmon Survey | —         | MPC                           |
| 448881     | 2011 UE242 | 17 set 1998 | Kitt Peak     | Spacewatch          | —         | MPC                           |
| 448882     | 2011 UH250 | 12 set 1994 | Kitt Peak     | Spacewatch          | —         | MPC                           |
| 448883     | 2011 UL250 | 22 out 2011 | Kitt Peak     | Spacewatch          | —         | MPC                           |
| 448884     | 2011 UW252 | 19 set 2006 | Kitt Peak     | Spacewatch          | —         | MPC                           |
| 448885     | 2011 UF266 | 26 nov 2003 | Kitt Peak     | Spacewatch          | —         | MPC                           |
| 448886     | 2011 UB267 | 1 out 2011  | Kitt Peak     | Spacewatch          | —         | MPC                           |
| 448887     | 2011 UW267 | 3 dez 2007  | Kitt Peak     | Spacewatch          | —         | MPC                           |
| 448888     | 2011 UH269 | 16 jan 2004 | Kitt Peak     | Spacewatch          | —         | MPC                           |
| 448889     | 2011 UQ269 | 18 nov 2007 | Mount Lemmon  | Mount Lemmon Survey | —         | MPC                           |
| 448890     | 2011 UV277 | 21 out 2011 | Mount Lemmon  | Mount Lemmon Survey | —         | MPC                           |
| 448891     | 2011 UV286 | 18 out 2007 | Kitt Peak     | Spacewatch          | —         | MPC                           |
| 448892     | 2011 UE287 | 1 out 2011  | Kitt Peak     | Spacewatch          | —         | MPC                           |
| 448893     | 2011 UJ293 | 19 nov 2007 | Kitt Peak     | Spacewatch          | —         | MPC                           |
| 448894     | 2011 UY293 | 25 set 2006 | Mount Lemmon  | Mount Lemmon Survey | —         | MPC                           |
| 448895     | 2011 UZ293 | 24 out 2011 | Mount Lemmon  | Mount Lemmon Survey | —         | MPC                           |
| 448896     | 2011 US295 | 28 set 2011 | Kitt Peak     | Spacewatch          | —         | MPC                           |
| 448897     | 2011 UV295 | 11 abr 2005 | Kitt Peak     | Spacewatch          | —         | MPC                           |
| 448898     | 2011 UN298 | 20 dez 2007 | Mount Lemmon  | Mount Lemmon Survey | —         | MPC                           |
| 448899     | 2011 UV298 | 7 dez 1999  | Kitt Peak     | Spacewatch          | —         | MPC                           |
| 448900     | 2011 UM299 | 29 out 2011 | Kitt Peak     | Spacewatch          | —         | MPC                           |

## 448901–449000
| Designação | Designação | Descoberta  | Descoberta    | Descobridor(es)     | Categoria | Mais informações / Referência |
| Permanente | Provisória | Data        | Local         | Descobridor(es)     | Categoria | Mais informações / Referência |
| ---------- | ---------- | ----------- | ------------- | ------------------- | --------- | ----------------------------- |
| 448901     | 2011 UJ300 | 11 nov 2007 | Mount Lemmon  | Mount Lemmon Survey | —         | MPC                           |
| 448902     | 2011 UT300 | 27 fev 2009 | Kitt Peak     | Spacewatch          | Meliboea  | MPC                           |
| 448903     | 2011 UH315 | 18 out 2011 | Kitt Peak     | Spacewatch          | Phocaea   | MPC                           |
| 448904     | 2011 UO317 | 11 abr 2005 | Mount Lemmon  | Mount Lemmon Survey | —         | MPC                           |
| 448905     | 2011 UH318 | 17 nov 2007 | Kitt Peak     | Spacewatch          | —         | MPC                           |
| 448906     | 2011 UT318 | 20 abr 2009 | Kitt Peak     | Spacewatch          | —         | MPC                           |
| 448907     | 2011 UB322 | 15 set 2006 | Kitt Peak     | Spacewatch          | —         | MPC                           |
| 448908     | 2011 UQ326 | 24 out 1995 | Kitt Peak     | Spacewatch          | —         | MPC                           |
| 448909     | 2011 UN331 | 1 jan 2008  | Kitt Peak     | Spacewatch          | —         | MPC                           |
| 448910     | 2011 UP334 | 16 jan 2004 | Kitt Peak     | Spacewatch          | —         | MPC                           |
| 448911     | 2011 UN339 | 13 out 2007 | Mount Lemmon  | Mount Lemmon Survey | —         | MPC                           |
| 448912     | 2011 UY342 | 18 out 2011 | Kitt Peak     | Spacewatch          | —         | MPC                           |
| 448913     | 2011 UK364 | 7 abr 2010  | WISE          | WISE                | —         | MPC                           |
| 448914     | 2011 UP365 | 22 out 2011 | Mount Lemmon  | Mount Lemmon Survey | —         | MPC                           |
| 448915     | 2011 UM368 | 30 abr 2009 | Mount Lemmon  | Mount Lemmon Survey | —         | MPC                           |
| 448916     | 2011 UV378 | 14 set 2007 | Mount Lemmon  | Mount Lemmon Survey | —         | MPC                           |
| 448917     | 2011 UD379 | 11 nov 2007 | Mount Lemmon  | Mount Lemmon Survey | —         | MPC                           |
| 448918     | 2011 UU379 | 23 out 2011 | Kitt Peak     | Spacewatch          | —         | MPC                           |
| 448919     | 2011 UO382 | 24 out 2011 | Kitt Peak     | Spacewatch          | —         | MPC                           |
| 448920     | 2011 UT386 | 9 fev 2005  | Mount Lemmon  | Mount Lemmon Survey | —         | MPC                           |
| 448921     | 2011 UZ387 | 18 mar 2009 | Kitt Peak     | Spacewatch          | —         | MPC                           |
| 448922     | 2011 UR394 | 15 out 1995 | Kitt Peak     | Spacewatch          | —         | MPC                           |
| 448923     | 2011 UH397 | 19 nov 2003 | Kitt Peak     | Spacewatch          | —         | MPC                           |
| 448924     | 2011 UJ397 | 23 set 2011 | Kitt Peak     | Spacewatch          | —         | MPC                           |
| 448925     | 2011 UL407 | 26 set 2011 | Catalina      | CSS                 | —         | MPC                           |
| 448926     | 2011 VG3   | 1 nov 2011  | Catalina      | CSS                 | —         | MPC                           |
| 448927     | 2011 VG4   | 6 out 1994  | Kitt Peak     | Spacewatch          | —         | MPC                           |
| 448928     | 2011 VQ6   | 9 nov 2007  | Kitt Peak     | Spacewatch          | —         | MPC                           |
| 448929     | 2011 VC8   | 28 dez 1998 | Kitt Peak     | Spacewatch          | —         | MPC                           |
| 448930     | 2011 VH11  | 20 out 2011 | Mount Lemmon  | Mount Lemmon Survey | —         | MPC                           |
| 448931     | 2011 VN16  | 17 nov 2007 | Kitt Peak     | Spacewatch          | —         | MPC                           |
| 448932     | 2011 VS17  | 27 out 2011 | Catalina      | CSS                 | —         | MPC                           |
| 448933     | 2011 VL18  | 13 set 2007 | Kitt Peak     | Spacewatch          | —         | MPC                           |
| 448934     | 2011 WN1   | 17 jan 2008 | Mount Lemmon  | Mount Lemmon Survey | —         | MPC                           |
| 448935     | 2011 WC2   | 5 nov 2007  | Kitt Peak     | Spacewatch          | —         | MPC                           |
| 448936     | 2011 WD4   | 15 nov 2011 | Kitt Peak     | Spacewatch          | —         | MPC                           |
| 448937     | 2011 WC9   | 24 set 2011 | Mount Lemmon  | Mount Lemmon Survey | —         | MPC                           |
| 448938     | 2011 WT9   | 24 set 2011 | Mount Lemmon  | Mount Lemmon Survey | —         | MPC                           |
| 448939     | 2011 WY15  | 20 out 2011 | Mount Lemmon  | Mount Lemmon Survey | —         | MPC                           |
| 448940     | 2011 WE16  | 19 dez 2003 | Socorro       | LINEAR              | —         | MPC                           |
| 448941     | 2011 WM17  | 14 dez 1998 | Kitt Peak     | Spacewatch          | —         | MPC                           |
| 448942     | 2011 WL31  | 15 jan 2004 | Kitt Peak     | Spacewatch          | Phocaea   | MPC                           |
| 448943     | 2011 WL32  | 20 out 2011 | Mount Lemmon  | Mount Lemmon Survey | —         | MPC                           |
| 448944     | 2011 WJ34  | 28 mar 2009 | Kitt Peak     | Spacewatch          | —         | MPC                           |
| 448945     | 2011 WJ43  | 16 nov 2011 | Mount Lemmon  | Mount Lemmon Survey | —         | MPC                           |
| 448946     | 2011 WR43  | 13 nov 2007 | Kitt Peak     | Spacewatch          | —         | MPC                           |
| 448947     | 2011 WL52  | 25 set 2006 | Mount Lemmon  | Mount Lemmon Survey | —         | MPC                           |
| 448948     | 2011 WN56  | 1 mai 2009  | Mount Lemmon  | Mount Lemmon Survey | —         | MPC                           |
| 448949     | 2011 WG62  | 16 nov 2006 | Kitt Peak     | Spacewatch          | Ursula    | MPC                           |
| 448950     | 2011 WC66  | 18 jul 2006 | Siding Spring | SSS                 | —         | MPC                           |
| 448951     | 2011 WT66  | 17 dez 2003 | Kitt Peak     | Spacewatch          | —         | MPC                           |
| 448952     | 2011 WZ71  | 10 jan 2008 | Mount Lemmon  | Mount Lemmon Survey | —         | MPC                           |
| 448953     | 2011 WE72  | 5 abr 2005  | Mount Lemmon  | Mount Lemmon Survey | —         | MPC                           |
| 448954     | 2011 WF73  | 5 dez 2002  | Kitt Peak     | Spacewatch          | —         | MPC                           |
| 448955     | 2011 WU82  | 22 out 2011 | Kitt Peak     | Spacewatch          | —         | MPC                           |
| 448956     | 2011 WB84  | 19 dez 2007 | Mount Lemmon  | Mount Lemmon Survey | —         | MPC                           |
| 448957     | 2011 WL88  | 17 set 2006 | Kitt Peak     | Spacewatch          | —         | MPC                           |
| 448958     | 2011 WF91  | 9 mai 2004  | Kitt Peak     | Spacewatch          | —         | MPC                           |
| 448959     | 2011 WN97  | 24 out 2011 | Kitt Peak     | Spacewatch          | —         | MPC                           |
| 448960     | 2011 WM102 | 3 nov 2011  | Kitt Peak     | Spacewatch          | —         | MPC                           |
| 448961     | 2011 WD116 | 16 nov 2011 | Mount Lemmon  | Mount Lemmon Survey | —         | MPC                           |
| 448962     | 2011 WN120 | 4 dez 2007  | Catalina      | CSS                 | —         | MPC                           |
| 448963     | 2011 WN123 | 19 set 2006 | Kitt Peak     | Spacewatch          | —         | MPC                           |
| 448964     | 2011 WT123 | 8 mai 2005  | Kitt Peak     | Spacewatch          | —         | MPC                           |
| 448965     | 2011 WK129 | 31 dez 2007 | Kitt Peak     | Spacewatch          | —         | MPC                           |
| 448966     | 2011 WY129 | 31 mar 2009 | Kitt Peak     | Spacewatch          | —         | MPC                           |
| 448967     | 2011 WY133 | 11 set 1998 | Caussols      | ODAS                | —         | MPC                           |
| 448968     | 2011 WE134 | 28 ago 2006 | Kitt Peak     | Spacewatch          | —         | MPC                           |
| 448969     | 2011 WS153 | 12 mar 2000 | Kitt Peak     | Spacewatch          | —         | MPC                           |
| 448970     | 2011 XL    | 13 jan 2008 | Kitt Peak     | Spacewatch          | —         | MPC                           |
| 448971     | 2011 YA13  | 4 nov 2007  | Mount Lemmon  | Mount Lemmon Survey | —         | MPC                           |
| 448972     | 2011 YV15  | 10 dez 2001 | Socorro       | LINEAR              | —         | MPC                           |
| 448973     | 2011 YR20  | 20 set 2009 | Kitt Peak     | Spacewatch          | —         | MPC                           |
| 448974     | 2011 YR21  | 18 nov 2007 | Kitt Peak     | Spacewatch          | —         | MPC                           |
| 448975     | 2011 YT23  | 21 dez 2005 | Kitt Peak     | Spacewatch          | —         | MPC                           |
| 448976     | 2011 YX26  | 19 dez 2007 | Mount Lemmon  | Mount Lemmon Survey | —         | MPC                           |
| 448977     | 2011 YL29  | 17 jan 2007 | Kitt Peak     | Spacewatch          | Brangane  | MPC                           |
| 448978     | 2011 YM50  | 17 fev 2007 | Catalina      | CSS                 | —         | MPC                           |
| 448979     | 2011 YU50  | 21 nov 2007 | Mount Lemmon  | Mount Lemmon Survey | —         | MPC                           |
| 448980     | 2011 YX53  | 6 out 2002  | Socorro       | LINEAR              | Iannini   | MPC                           |
| 448981     | 2011 YO68  | 28 out 2006 | Catalina      | CSS                 | Phocaea   | MPC                           |
| 448982     | 2011 YB73  | 29 out 2006 | Catalina      | CSS                 | —         | MPC                           |
| 448983     | 2011 YN75  | 4 nov 2007  | Mount Lemmon  | Mount Lemmon Survey | —         | MPC                           |
| 448984     | 2011 YH78  | 2 out 2010  | Mount Lemmon  | Mount Lemmon Survey | —         | MPC                           |
| 448985     | 2012 AN6   | 3 fev 2008  | Kitt Peak     | Spacewatch          | —         | MPC                           |
| 448986     | 2012 AO9   | 13 set 2005 | Kitt Peak     | Spacewatch          | —         | MPC                           |
| 448987     | 2012 AP12  | 25 dez 2011 | Kitt Peak     | Spacewatch          | —         | MPC                           |
| 448988     | 2012 AS14  | 23 mar 2009 | XuYi          | PMO NEO             | —         | MPC                           |
| 448989     | 2012 BK21  | 20 jul 2010 | WISE          | WISE                | —         | MPC                           |
| 448990     | 2012 BD23  | 15 abr 2007 | Catalina      | CSS                 | —         | MPC                           |
| 448991     | 2012 BO23  | 27 ago 2006 | Kitt Peak     | Spacewatch          | —         | MPC                           |
| 448992     | 2012 BL26  | 9 mar 2002  | Kitt Peak     | Spacewatch          | —         | MPC                           |
| 448993     | 2012 BP28  | 10 mar 2008 | Mount Lemmon  | Mount Lemmon Survey | —         | MPC                           |
| 448994     | 2012 BT28  | 11 nov 2001 | Anderson Mesa | LONEOS              | —         | MPC                           |
| 448995     | 2012 BB29  | 27 dez 2011 | Kitt Peak     | Spacewatch          | Themis    | MPC                           |
| 448996     | 2012 BN30  | 18 out 2006 | Kitt Peak     | Spacewatch          | —         | MPC                           |
| 448997     | 2012 BE36  | 12 jul 2005 | Mount Lemmon  | Mount Lemmon Survey | —         | MPC                           |
| 448998     | 2012 BH47  | 12 out 2010 | Mount Lemmon  | Mount Lemmon Survey | —         | MPC                           |
| 448999     | 2012 BV49  | 15 set 2010 | Mount Lemmon  | Mount Lemmon Survey | —         | MPC                           |
| 449000     | 2012 BY53  | 30 jul 2010 | WISE          | WISE                | —         | MPC                           |